# تاريخ التبت
التاريخ التبتي (بـالإنجليزية: Tibetan history)، كما تم تسجيله يركز بشكل خاص على تاريخ البوذية في التبت. ويرجع ذلك جزئيًا إلى الدور المحوري الذي لعبه هذا الدين في تنمية الثقافات التبتية والمغولية ويعود ذلك إلى أن جميع المؤرخين الأصليين للبلاد كانوا رهبان بوذيين.

## الموقع الجغرافي
تقع التبت بين المناطق الأساسية للحضارات القديمة في الصين والهند. تمتد سلاسل جبال واسعة إلى شرق هضبة التبت وتشكل الحدود مع الصين، وتشكل جبال الهيمالايا الشاهقة في نيبال والهند حاجزا بين التبت والهند. يطلق على التبت «سطح العالم»(the roof of the world) أو «أرض الثلوج»(the land of snows).
يصنف اللغويون اللغة التبتية ولهجاتها على أنها تنتمي إلى لغات تيبتو-بورمان، الأعضاء الغير صينيو اللهجة في أسرة اللغة الصينية التبتية

## ما قبل التاريخ
.

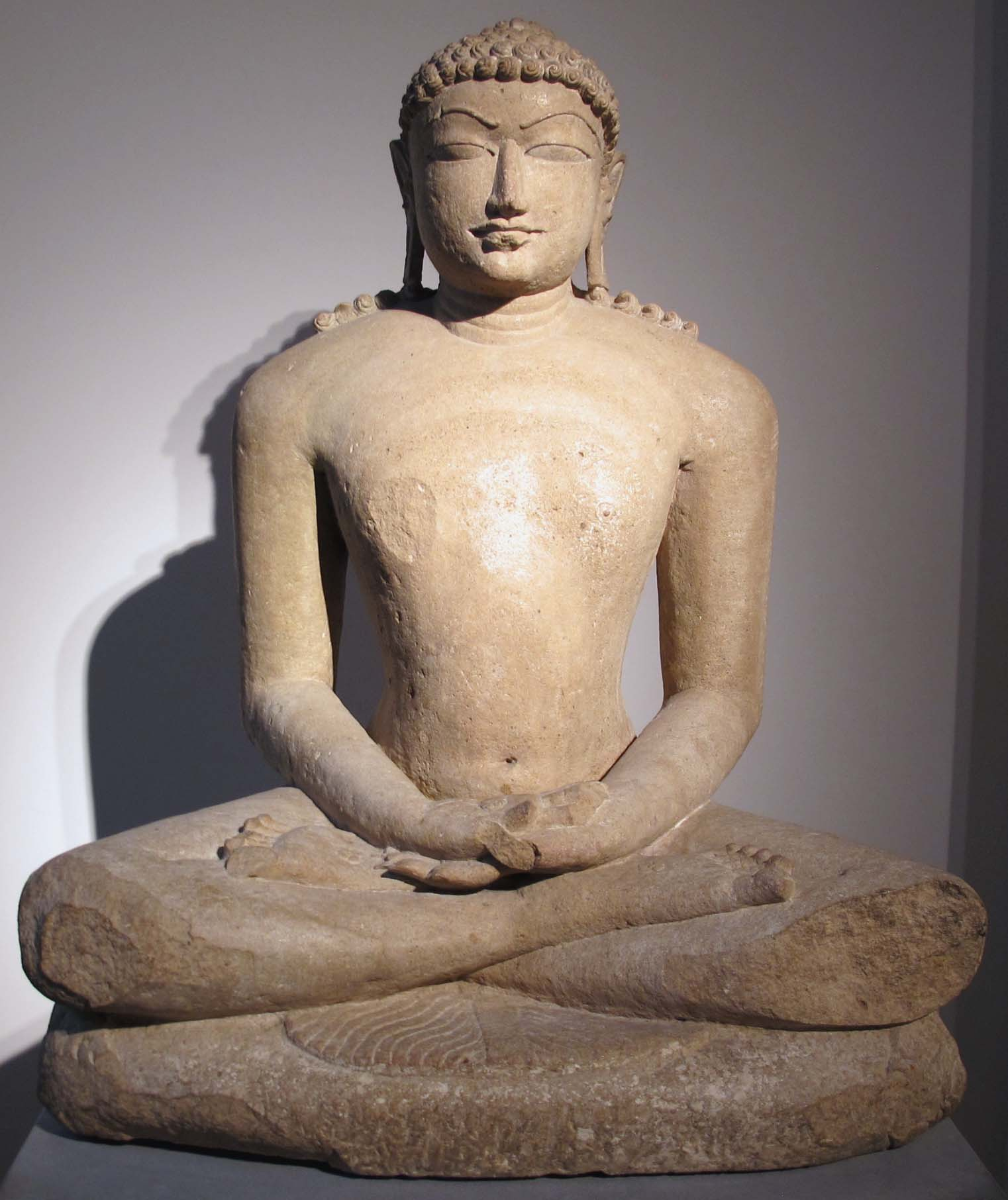
(ريشاباناثا) مؤسس الديانة الجاينيّة وصل إلى حالة النيرفانا بالقرب من جبل كايلاش في التبت.

تشير بعض البيانات الأثرية إلى أن الناس البدائيون مروا عبر التبت في الوقت الذي تم السكن في الهند لأول مرة، قبل نصف مليون عام. [1] سكن الإنسان العاقل هضبة التبت منذ ما لا يقل عن واحد وعشرين ألف عامًا. تاريخ التبت تم استبدال هؤلاء السكان بشكل كبير حوالي عام 3000 قبل الميلاد بمهاجرين من العصر الحجري الحديث من شمال الصين . ومع ذلك، هناك "الاستمرارية الوراثية الجزئية بين سكان العصر القديم والسكان التبتيين المعاصرين
المعالم الأثرية الصخرية تنتشر في هضبة التبت وقد تكون استخدمت في عبادة الأسلاف. تم العثور في الآونة الأخيرة على حصون تلال العصر الحديدي ومجمعات الدفن في هضبة التبت، ولكن موقع الارتفاع البعيد البعيد يجعل البحث الأثري صعباً.

## التاريخ القديم (حوالي 500 قبل الميلاد - 618 ميلادي)

### مملكة تشانغتشونغ (حوالي 500 قبل الميلاد - 625 ميلادي)
حسب Namkhai Norbu، فإن بعض النصوص التاريخية التبتية تحدد حضارة تشانغ تشونغ كشعب هاجر من منطقة أمدو (Amdo) إلى ما يعرف الآن بمنطقة غوجي (Guge) في غرب التبت. تعدد تشانج تشونج موطن ديانة بون (Bön).
خلال القرن الأول قبل الميلاد نشأت مملكة مجاورة في وادي يارلونغ (Yarlung Valley)، حاول ملك يارلونغ دريغوم تسينبو ‏ (Drigum Tsenpo) إزالة تأثير تشانغ تشونج بطرد كهنة تشانج لديانة بون من يارلونغ. تم اغتياله واستمرت تشانغ تشونغ في هيمنتها على المنطقة حتى تم ضمها من قبل سونغتسين غامبو (Songtsen Gampo) في القرن السابع.
القبائل التبتية (القرن الثاني الميلادي)
في عام 108 م هاجم الكيانج أو التبتيون الذين كانوا في ذلك الوقت متوحشين تمامًا وعاشوا حياة بدوية غرب وجنوب كوكو-نور (Koko-nor)، الأجزاء الصينية لقانسو، مهددين بقطع طريق دونهوانغ. تم صد توغلات مماثلة بين عامي 168-169 م من قبل الجنرال الصيني دوان قونغ (Duan Gong).

### الملوك الأوائل لأسرة يارلونغ ما قبل الإمبراطورية (من القرن الثاني حتى القرن السادس)
حكام سلالة يارلونغ ما قبل الإمبراطورية تميل أكثر للأسطورة من الواقع، وليس هناك دليل كاف على وجودهم.
يعتبر نياتري تسنبو (Nyatri Tsenpo) أول ملوك أسرة يارلونغ وفقًا للتاريخ الشعبي، والتي سميت على اسم وادي النهر حيث تقع عاصمتها على بعد حوالي خمسة وخمسين ميلًا جنوب شرق مدينة لاسا (Lhasa) الحالية.  تختلف التواريخ حول أول ملك تبتي نياتري تسينبو (Nyatri Tsenpo). في بعض النصوص التبتية 126 قبل الميلاد، والبعض الآخر 414 قبل الميلاد.
يُقال إن نياتري تسنبو قد انحدر من مخلوق ذو قدم واحدة يُدعى ثيورانج (Theurang)، وله أصابع مكشوفة ولسان كبير لدرجة أنه قد يغطي وجهه. بسبب مظهره المرعب كان يخشى منه في مسقط رأسه بوو (Puwo) وتم نفيه من قبل البون إلى التبت. هناك تم استقباله ككائن مخيف وأصبح ملكا.
قيل إن ملوك التبت يظلون على اتصال بالسماء عبر سلك دمو (dmu thag)، لذا بدلاً من الموت صعدوا مباشرةً إلى الجنة عندما يبلغ أبنائهم سن الرشد. وفقًا للروايات المختلفة فإن الملك دريجم تسينبو (Dri-gum-brtsan-po) إما تحدى رؤوس عشائره في قتال،  أو استفز سائسه لونجام (Lo-ngam) في مبارزة. خلال المعركة تم قطع الحبل الملك وقتل. بعد موت Drigum Tsenpo والملوك اللاحقين يقوم البون بإجراء الطقوس الجنائزية للجثث. 

## الإمبراطورية التبتية (618–842)

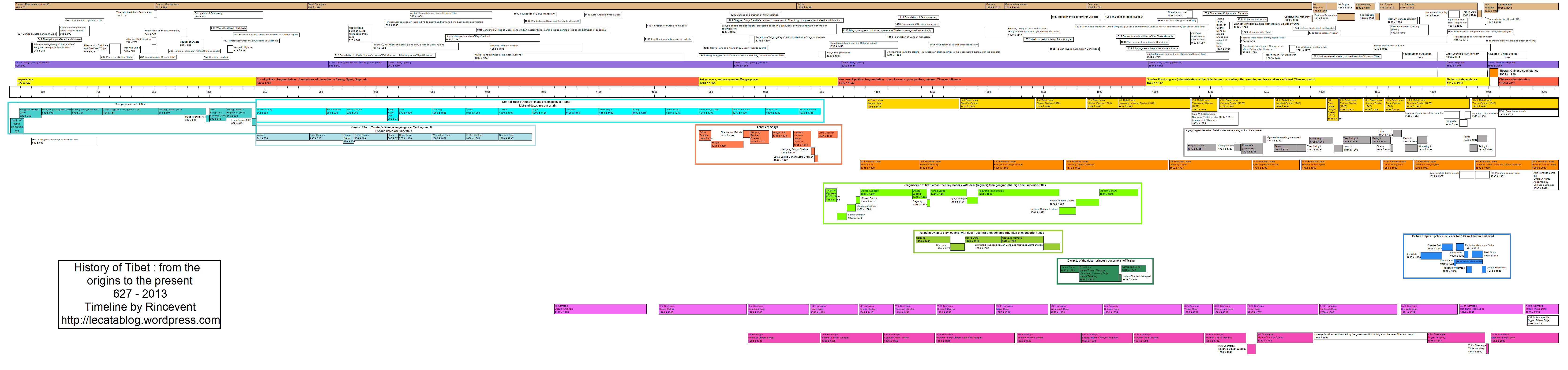
الجدول الزمني التاريخي للتبت (627 - 2013).

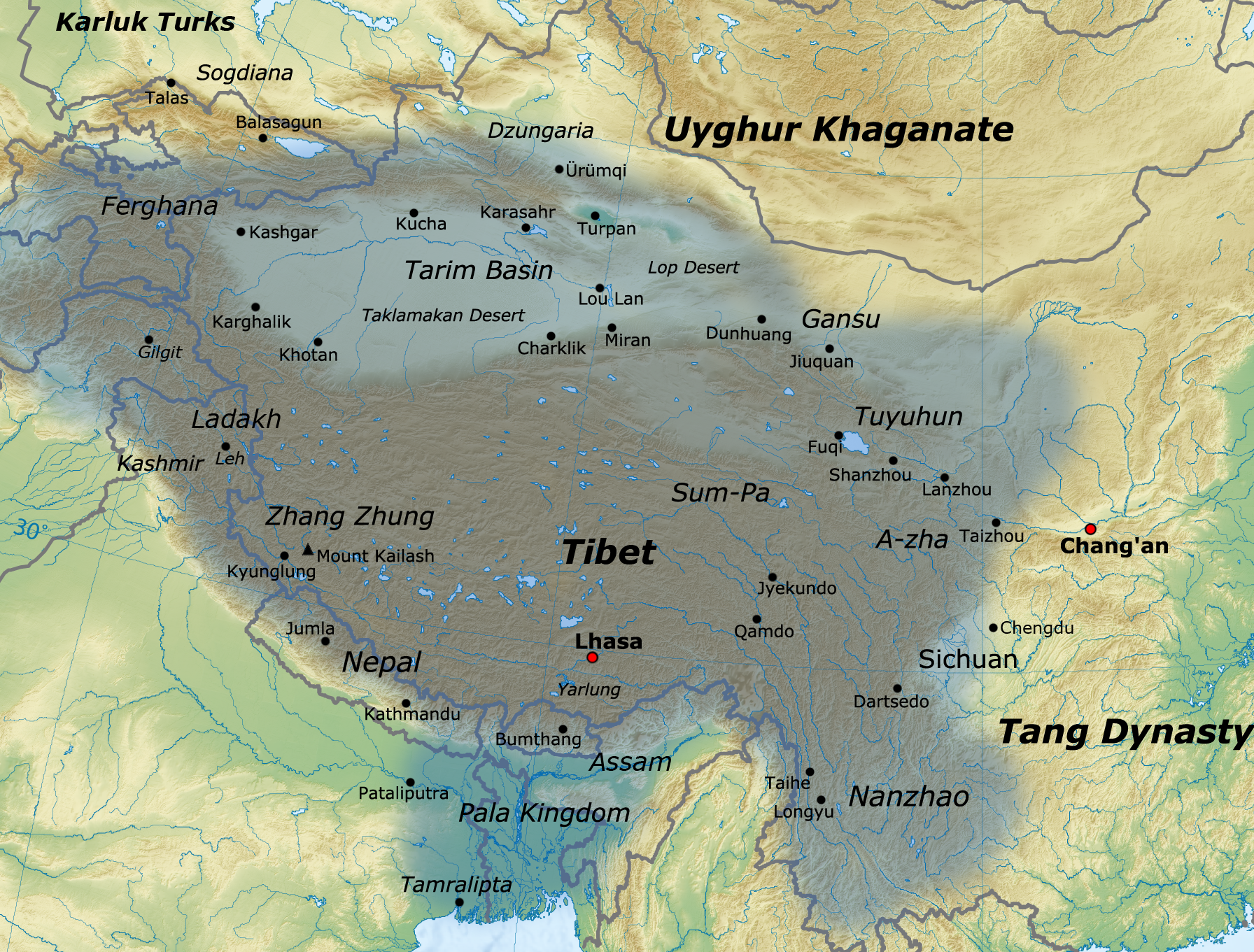
الإمبراطورية التبتية في أقصى حدودها بين عامي 780 و 790 م

قام ملوك يارلونغ بمد سيطرتهم تدريجيًا، وبحلول أوائل القرن السادس كانت معظم القبائل التبتية تحت سيطرتها،  عندما سيطر نامري سونغتسن (570 -618 / 629) (ملك التبت ال32 من سلالة يارلونغ) على جميع المناطق المحيطة بما هو الآن لاسا (Lhasa) بحلول عام 630، واحتل تشانغتشونغ. وبهذا الامتداد من السلطة تحولت مملكة يارلونغ إلى إمبراطورية التبت. 
أرسلت حكومة نامري سونجتسين ممثلين دبلوماسيين إلى الصين في 608 و 609، بمناسبة ظهور التبت على الساحة الدولية.   منذ القرن السابع الميلادي أشار المؤرخون الصينيون إلى التبت باسم توبو (吐蕃). حدث أول اتصال مؤكد خارجيًا مع مملكة التبت في تاريخ التبت المسجل عندما أرسل الملك نامري لونتسان (Gnam-ri-slon-rtsan) سفيرًا للصين في أوائل القرن السابع.
يحتفظ التاريخ التبتي التقليدي بقائمة طويلة من الحكام التي تكون مآثرهم خاضعة للتحقق الخارجي في التاريخ الصيني بحلول القرن السابع. من القرن السابع إلى القرن الحادي عشر حكمت سلسلة من الأباطرة التبت من بينهم ثلاثة هم الأكثر أهمية في التقاليد الدينية لاحقًا هم سونغتسن غامبو، تريسونغ ديتسن ورالباكان، «الملوك الدينية الثلاث» (MES-dbon gsum)، الذي تم استيعابهم في حماة ثلاثة (rigs- gsum mgon-po)، على التوالي Avalokiteśvara ، Mañjuśrī و Vajrapāni . سونجتسين غامبو (604م - 650م) كان أول إمبراطور عظيم قام بتوسيع سلطة التبت إلى ما وراء لاسا ووادي يارلونغ، ويعود الفضل إليه في إدخال البوذية إلى التبت
عبر القرون من وقت الإمبراطور ازدادت قوة الإمبراطورية تدريجياً على أراضي متنوعة، وبحلول عهد الإمبراطور في السنوات الأولى من القرن التاسع، امتد نفوذها إلى أقصى الجنوب حيث البنغال وإلى أقصى الشمال حيث منغوليا. وتزعم السجلات التبتية أنه تم غزو الإمبراطورية بالا وأن إمبراطور يالا Dharmapala قُدم إلى التبت رغم عدم وجود دليل مستقل يؤكد ذلك 
ساعدت التضاريس المتنوعة للإمبراطورية وصعوبة المواصلات بالإضافة إلى الأفكار الجديدة التي ظهرت في الإمبراطورية نتيجة لتوسعها، على خلق ضغوط وكتل قوة كانت غالبًا في منافسة مع الحاكم في مركز الإمبراطورية. وهكذا -على سبيل المثال- جاء أتباع ديانة بون وأنصار الأسر النبيلة القديمة تدريجيا ليجدوا أنفسهم في منافسة مع البوذية التي تم تقديمها مؤخرًا.

## عصر التجزء والنهضة الثقافية (القرن التاسع - الثاني عشر)

### تجزئة السلطة السياسية (القرن التاسع- العاشر)
عصر التفتت هي فترة من تاريخ التبت في القرن التاسع والعاشر. خلال هذه الحقبة، انهارت المركزية السياسية للإمبراطورية التبتية السابقة. سيطر التمرد في هذه الفترة على بقايا إمبراطورية التبت وصعد أمراء الحرب الإقليميين. عند وفاة Langdarma، آخر إمبراطور للإمبراطورية التبتية الموحدة، كان هناك جدل حول ما إذا كان سيخلفه وريثه المزعوم Yumtän (يمتان) (Yum brtan) أو ابنه الآخر (أو ابن أخيه) Ösung (Od-srung) (إما بين عامي 843-905 أو 847-885). نشبت حرب أهلية، والتي أنهت فعلياً الإدارة التبتية المركزية حتى فترة سكايا. تمكن حلفاء Ösung من السيطرة على لاسا، واضطر يمتان للذهاب إلى يالونغ، حيث أسس مجموعة منفصلة من الملوك. في عام 910، تم تشويه مقابر الأباطرة.
نجل Ösung كان بالكورتسان (بين عامي 865-895 أو عامي 893-932) (Pälkhortsän) (Dpal 'khor brtsan).يبدو أن الأخير حافظ على سيطرته على جزء كبير من التبت الوسطى لفترة من الزمن، وحصل على ولدين هما Trashi Tsentsän (Bkra shis brtsen brtsan) و Thrikhyiding (Khri khyi lding)، ويدعيان أيضًا Kyide Nyigön (Skyid lde nyi ma mgon) في بعض المصادر. هاجر ثريخايدينغ (Thrikhyiding) إلى منطقة التبت الغربية في منطقة نغاري العليا (Stod Mnga ris) وتزوج من امرأة من طبقة النبلاء في وسط التبت، وأسس معها سلالة حاكمة محلية.
بعد تفكك الإمبراطورية التبتية عام 842، أسس نيما-غون ممثل البيت الملكي التبتي القديم، أول أسرة لداخ الحاكمة. كان لدى مملكة نيما-غون مركز جيد إلى الشرق من لداخ الحالية. أصبح الابن الأكبر لكيد نييجون حاكماً لمنطقة مار يول لداخ، وحكم أبناؤه الأصغر سنًا التبت الغربية مؤسسين مملكة غوجي وبو-هيرانغ. في فترة لاحقة أصبح ابن ملك غوجي  كور ري، الذي يُطلق عليه أيضًا اسم جانجشوب يشي - أو (بيانغ تشوب يي شيس أودي (Byang Chub Ye shes' Od)) راهبًا بوذيًا. لقد أرسل علماء شبان إلى كشمير للتدريب وكان مسؤولاً عن دعوة أتيشا إلى التبت في عام 1040، مما أدى إلى ظهور فترة شيدار (Phyi dar) من البوذية في التبت. الابن الأصغر سرونج نج كان يدير الشؤون الحكومية اليومية؛ وقد كان أبناؤه هم الذين ورثوا الملك.

### عصر النهضة التبتي (من القرن العاشر حتى القرن الثاني عشر)

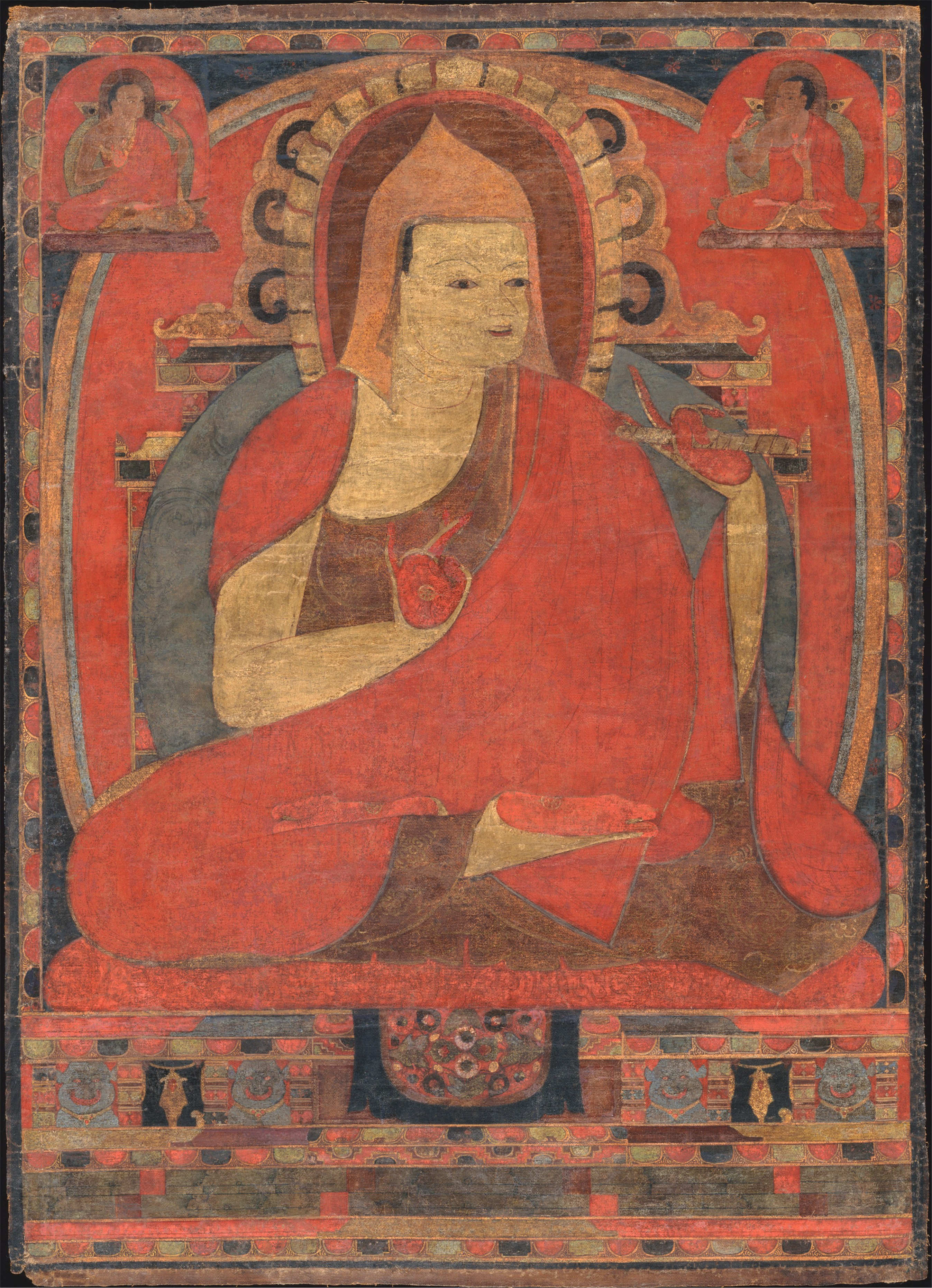
عاش أتيسا (Atiśa) خلال القرن الحادي عشر وكان أحد الشخصيات الرئيسية في انتشار بوذية المهايانا والفاجرايانا (Mahayana and Vajrayana Buddhism) في آسيا وأوحي بالفكر البوذي من التبت إلى سومطرة.

وفقًا للروايات التقليدية نجت البوذية في منطقة خام. شهد أواخر القرن العاشر والحادي عشر إحياء للبوذية في التبت. بالتزامن مع الاكتشافات المبكرة لـ «الكنوز المخفية» (terma)،  شهد القرن الحادي عشر إحياء التأثير البوذي الذي نشأ في أقصى شرق التبت وغربها 
موزو سيلبار (Mu-zu gSal-'bar)، والمعروف لاحقًا بالعالم جونجبا رابسال (Gongpa Rabsa) (بين عامي 832–915) كان مسؤولاً عن تجديد البوذية في شمال شرق التبت، ويُعتبر رئدًا من مدرسة نيينغما للبوذية التبتية. أما في الغرب فقد كان رينشن زانغبو (958-1055) نشطًا كمترجم وأسس المعابد والأديرة. تمت دعوة العلماء والمعلمين البارزين مرة أخرى من الهند.
عام 1042 وصل أتيسا (982-1054 م) إلى التبت بدعوة من ملك غرب التبت. انتقل هذا الأس الشهير لبوذية Pāla من جامعة فيكراشيلا الهندية في وقت لاحق إلى وسط التبت. هناك أسس تلميذه درومتونبا (Dromtonpa) مدرسة كادمبا (Kadampa) للبوذية التبتية، التي تطور تحت تأثيرها مدارس الترجمة الحديثة اليوم.
تأسست مدرسة ساكيا (مدرسة التراب الشاحب) على يد  خون خونتشوغ غيالبو (1034–1102)، تلميذ لوتساوا العظيم دروجمي شاكيا ويرأسها تريزين الساكيا يتتبع نسبه إلى mahasiddha Virūpa،  ويمثل التقليد العلمي. أحد الأس المشهورين، ساكيا بانديتا (1182–1251)، كان حفيد خون خونتشوغ غيالبو..
كان المعلمون الهنود الآخرون هم تيلوبا (988-1069) وطالبه ناروبا (ربما توفي حوالي 1040 م). كاجيو هو تقليد شفهي يهتم كثيرا بالبعد التجريبي للتأمل. كان الأسلاف الأكثر شهرة هو Milarepa ، وهو صوفي من القرن الحادي عشر. يحتوي على قسم فرعي رئيسي واحد ثانوي. الأولى، وDagpo كاجيو، يشمل تلك المدارس كاجيو التي تعود إلى سيد الهندي Naropa عبر ماربا لوتساوا، MILAREPA وغامبوبا 

## الفتح المغولي وقاعدة يوان الإدارية (1240-1354)

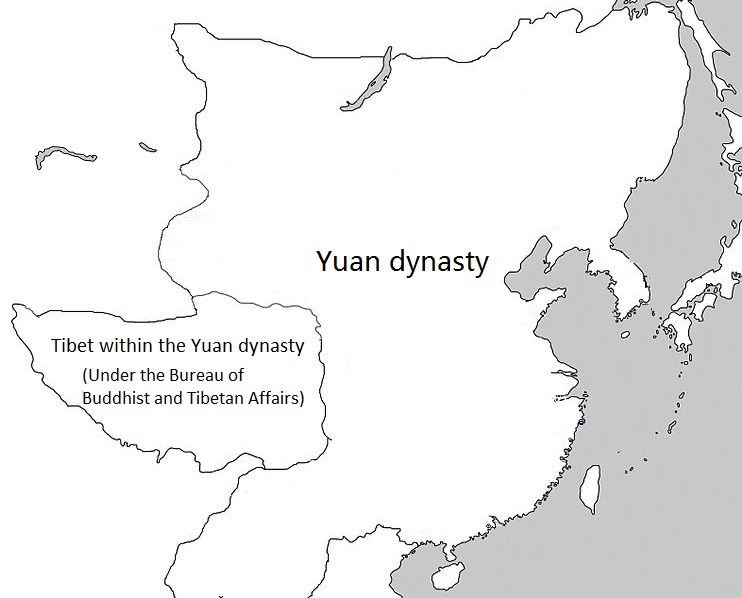
التبت في عهد أسرة يوان في ظل الإدارة العليا المعروفة باسم مكتب الشؤون البوذية والتبتية (شوان تشنغ يوان) (Xuanzheng Yuan).

خلال هذه الحقبة، كانت المنطقة تهيمن عليها ساكيا لاما بدعم من المغول، لذلك يطلق عليها أيضًا اسم ساكيا. حدث أول اتصال موثق بين التبتيين والمغول عندما قام التبشيري تسانغ با دونج خور (gTsang-pa Dung-khur-ba) وستة من التلاميذ بمقابلة جنكيز خان، ربما على الحدود التانغوتية حيث ربما كان أسيرًا حوالي عام 1221. غادر منغوليا حيث اكتسبت حينها طائفة تشيوان Quanzhen sect من الطاوية اليد العليا، لكن عاد لجنكيز خان عندما غزا المغول تانجوت قبل وقت قصير من وفاة خان. تلا ذلك توثيق الاتصالات عندما سعى المغول على التوالي إلى التحرك عبر الحدود الصينية التبتية لمهاجمة أسرة جين ومن ثم سلالة سونج الحاكمة، مع توغلات في المناطق النائية.تزعم أحد الروايات التبتية التقليدية أنه كان هناك مؤامرة لغزو التبت من قِبل جنكيز خان في 1206،  والتي تعتبر مفارقة تاريخية؛ حيث لا يوجد دليل على مواجهات منغولية - تبتية قبل الحملة العسكرية في عام 1240.  قد يكون الخطأ قد نشأ عن حملة جنكيز الحقيقية ضد Tangut Xixia .  
قام المغول بغزو التبت عام 1240 بحملة صغيرة بقيادة الجنرال المغولي دوردا داركان   التي كانت تتألف من 30000 جندي،  وقد عانى من خسائر في الجنود يقدر بـ 500 ضحية.  سحب المغول جنودهم من التبت في عام 1241، حيث تم استدعاء جميع الأمراء المغول إلى منغوليا استعدادًا لتعيين خليفة ل Ögedei خان.  عادوا إلى المنطقة عام 1244، عندما ألقى كوتن إنذارًا نهائيًا، استدعى فيه رئيس دير ساكيا (Kun-dga' rGyal-mtshan) ليكون راهبه الشخصي، مهددا بغزو أكبر لرفضه. استغرق ساكيا بانديتا ما يقرب من 3 سنوات لإطاعة أوامر الاستدعاء والوصول إلى كوكونور في عام 1246، والتقى الأمير كيتن في لانتشو في العام التالي. ضم المغول أمدو وخام إلى الشرق، وعين المغول ساكيا بانديتا نائب الملك وسط التبت في عام 1249.  
تم دمج التبت في الإمبراطورية المغولية، حيث احتفظ بالسلطة الاسمية على الشؤون السياسية الدينية والإقليمية، في حين تمكن المغول من حكم هيكلي وإداري   على المنطقة، عززه التدخل العسكري النادر. كان هذا بمثابة «هيكل فلكي» في عهد الإمبراطور المغولي، مع السلطة في المقام الأول لصالح المغول. داخل فرع الإمبراطورية المغولية في الصين والمعروفة باسم أسرة يوان، كان التبت يديره مكتب الشؤون البوذية والتبتية أو شيوان تشنغ يوان، منفصلة عن مقاطعات يوان الأخرى مثل تلك التي حكمت أسرة سونغ السابقة الصين. كان أحد أغراض الوزارة اختيار dpon-chen ، عادة ما يعينه اللاما ويؤكده إمبراطور يوان في بكين. «كانت الهيمنة المغولية غير مباشرة: بقيت ساكيا لاماس مصدرًا للسلطة والشرعية، في حين أن أتباع الديبون استمروا في الإدارة في ساكيا. ولكن لم يكن هناك شك في من كان لديه النفوذ السياسي. وعندما نشأ نزاع بين dpon-chen Kung-dga 'bzari-po وأحد أقارب Phags-pa في الساقية، تم إرسال القوات الصينية لتنفيذ dpon-chen.»
عام 1253 خلف دروجون شوجال فاجبا (1235-1280) ساكيا بانديتا في البلاط المغولي. أصبح فاجبا مدرس ديني لكوبلاي خان. عين كوبلاي خان تشوجال فاجبا رئيسًأ امبراطوري عنده (في الأصل رئيس الدولة) عام 1260، وهو العام الذي أصبح فيه خاقان. طور فاجبا مفهوم الكاهن-الراعي التي ميزت العلاقات بين تيبتو ومنغوليا انطلاقًا من تلك الفترة فصاعدًا.   بدعم من كوبلاي خان، أسس فاجبا وطائفته قوة سياسية بارزة في التبت. من خلال نفوذها مع الحكام المغول، اكتسبت اللامات التبتية تأثيرًا كبيرًا في مختلف العشائر المغولية، ليس فقط مع كوبلاي، ولكن أيضًا على سبيل المثال مع الإلخان. [بحاجة لمصدر]
عام 1265 عاد تشوجال فاجبا إلى التبت ولأول مرة قام بمحاولة فرض هيمنة ساكيا بتعيين شاكيا بزانغ بو (خادم لفترة طويلة وحليف لساكيا) كدبون-شين (dpon-chen) على التبت في عام 1267. أجري التعداد السكاني عام 1268، وتم تقسيم التبت إلى ثلاثة عشر نظامًا إداريًا (المناطق الإدارية التي تحتوي على 10 آلاف أسرة). بحلول نهاية هذا القرن، كان التبت الغربية خاضعة للسيطرة الفعالة للمسؤولين الإمبرياليين (من شبه المؤكد أنهم تبتيين) والذين يعتمدون على «المسؤول الكبير»، بينما حافظت مملكتا Guge و Pu-Run على استقلالهما الذاتي الداخلي.
استمرت هيمنة الساكيا على التبت في منتصف القرن الرابع عشر، على الرغم من أنه قد تم تحديها من خلال تمرد طائفة Drikung Kagyu بمساعدة دووا خان من خانية جغتاي عام 1285. تم قمع التمرد عام 1290 عندما أحرق الساكيا ومغول الشرق دير دريكونغ وقتلوا 10000 شخص. 
بين عامي 1346 و 1354، في نهاية عهد أسرة يوان، أطاح منزل Pagmodru بالساكيا. انتهى حكم التبت من خلال تعاقب ساكيا لاما في عام 1358، عندما أصبحت التبت الوسطى تحت سيطرة طائفة كاجيو. «بحلول عام 1370 كانت الخطوط الفاصلة بين مدارس البوذية واضحة». 
كانت فترة الثمانين عامًا التالية هي فترة الاستقرار النسبي. شهدت أيضًا نشوء مدرسة Gelugpa (المعروف أيضا باسم القبعات الصفر) من قبل تلاميذ جي تسونغكهابا، وتأسيس أديرة غاندين، دريبونغ وسيرا القريبة من لاسا. بعد 1430s ، دخلت البلاد فترة أخرى من صراعات السلطة الداخلية.

## استقلال التبت (القرن 14 - 18)
مع تدهور أسرة يوان حكمت التبت الوسطى عائلات متعاقبة من القرن الرابع عشر إلى القرن السابع عشر، ثم خلف الحكم الدالاي لاما في القرن السابع عشر والثامن عشر. استقلت التبت من منتصف القرن الرابع عشر، لما يقرب من 400 سنة. بالرغم من إضعاف السلطة المركزية لم تبذل سلالة مينغ الصينية المجاورة سوى القليل من الجهد لفرض الحكم المباشر، على الرغم من أنه كانت لديها مطالب رمزية بإقليم التبت من خلال إنشاء اللجنة العسكرية الإقليمية يو تسانغ وجيش دو كام الإقليمي العسكري في 1370s. كما حافظوا على علاقات ودية مع بعض الزعماء الدينيين في البوذية المعروفين باسم أمراء دارما ومنحوا بعض الألقاب الأخرى للزعماء المحليين بما في ذلك المعلم الإمبراطوري الكبير.

### حكم الأسرة (القرن 14 - 17)

#### فاجمودروبا (القرن 14 - 15)
مجموعة فاجمودرو (Phag mo gru) التي كانت تتمركز في نيودونج (Sne'u gdong) تم منحهم Hülegü كملجأ في عام 1251. وقد ارتبطت المنطقة بالفعل بعائلة لانج (Rlang)، ومع تراجع تأثير Ilkhanate حكمتها هذه العائلة في إطار مغول الساكيا برئاسة المغولي المعين بونشن (Dpon chen) في الساكيا. تم اختراق المناطق الخاضعة لإدارة لانج باستمرار خلال أواخر القرن الثالث عشر وأوائل القرن الرابع عشر. رأى جانجشب جايالتسن (Jangchub Gyaltsän 1302–1364) هذه التعديات غير قانونية وسعى إلى استعادة أراضي فاجمودرو بعد تعيينه في Myriarch عام 1322. بعد صراعات قانونية مطولة أصبح النضال عنيفًا عندما هوجمت فاجمودرو في 1346. قُبض على يانجشوب غيالتسان وأُطلق سراحه عام 1347. وعندما رفض في وقت لاحق المثول للمحاكمة، هاجم بونتشين نطاقاته في عام 1348. كان جانشونغ غيالتسان قادرًا على الدفاع عن فاجومودرو، واستمر في تحقيق نجاحات عسكرية حتى عام 1351 كان أقوى شخصية سياسية في البلاد. انتهت الأعمال الحربية العسكرية في عام 1354 مع جانجشب جايالتسن باعتباره المنتصر بلا منازع، الذي أسس سلالة فاجمودروبا في ذلك العام. استمر في حكم التبت الوسطى حتى وفاته في عام 1364، على الرغم من أنه ترك جميع المؤسسات المغولية في مكانها كإجراءات شكلية جوفاء. بقيت السلطة في أيدي عائلة فاجمودرو حتى عام 1434.
حكم جانجشب جايالتسن وخلفائه تضمن وعيًا ثقافيًا جديدًا حيث تم البحث عن نماذج في عصر مملكة التبت القديمة. كانت الظروف الهادئة نسبيا تحفز التطور الأدبي والفني. خلال هذه الفترة أسس العالم الإصلاحي جي تسونغخابا (1357-1419) طائفة غيلوغ التي كان لها تأثير حاسم على تاريخ التبت.

#### عائلة رينبونغبا (القرن 15 - 16)
أدى الصراع الداخلي داخل سلالة فاجمودروبا والمحلي القوي لمختلف الإقطاعيات والفصائل السياسية والدينية إلى سلسلة طويلة من الصراعات الداخلية. سيطرت عائلة الوزير رينبونغبا، ومقرها تسانغ (غرب وسط التبت) على السياسة بعد عام 1435.
عام 1565 تمت الإطاحة بها من قبل أسرة تسانغبا في شيجاتسي التي وسعت سلطتها في اتجاهات مختلفة من التبت في العقود التالية وفضلت طائفة كارما كاجيو. سوف يلعبون دورًا محوريًا في الأحداث التي أدت إلى صعود قوة الدالاي لاما في الأربعينيات من القرن الماضي.

### حكومة غاندين فودرانج (القرن 17 - 18)

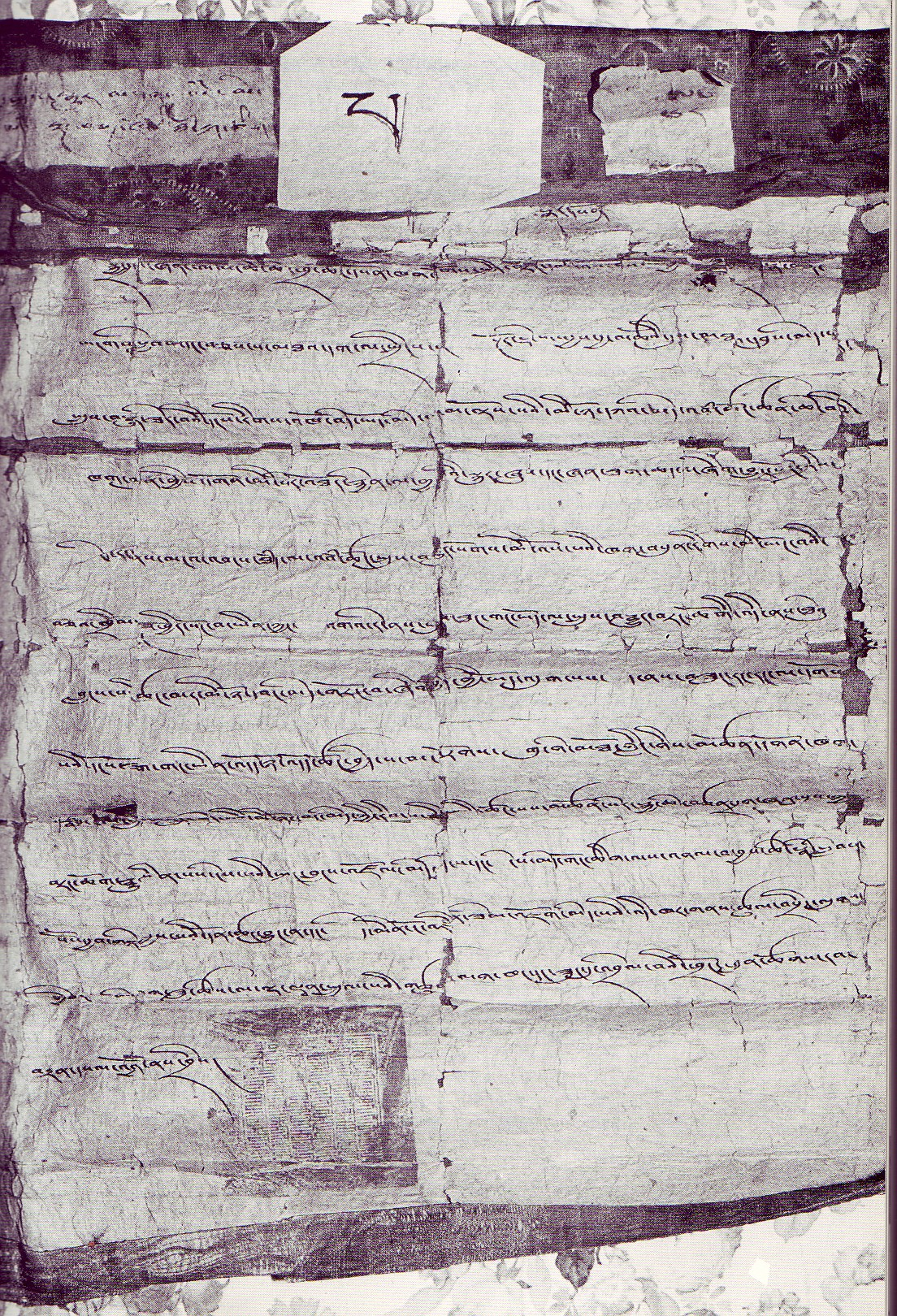
الوثيقة القانونية للحاكم التبتي لهابرانغ خان

كان Ganden Phodrang هو النظام التبتي أو الحكومة التي أنشأها الدالاي لاما الخامس بمساعدة غوشي خان من خوشوت في عام 1642. أصبحت لاسا عاصمة التبت في بداية هذه الفترة، مع منح كل القوة الزمنية الدالاي لاما الخامس بواسطة غوشي خان في شيجاتسي.

#### بدايات سلالة الدالاي لاما
ارتبط صعود الدالاي لاما ارتباطًا وثيقًا بالقوة العسكرية للعشائر المنغولية. ألتان خان ملك مغول تومد، قام أولاً بدعوة سونام جياتسو، رئيس مدرسة غيلوغ للبوذية التبتية (المعروفة لاحقًا باسم الدالاي لاما الثالث) إلى منغوليا في عام 1569 ومرة أخرى في عام 1578، في عهد أسرة تسانغبا. قبل جياتسو الدعوة الثاني. التقيا في موقع عاصمة ألتان خان الجديدة كوكو خوتان (هوهوت)، وقام الدالاي لاما بتعليم حشد كبير هناك.
أعلن سونام جياتسو علناً أنه كان تجسيدًا لراهب ساكيا التبتي دروجون تشوغال فاجبا (1235-1280) الذي حول كوبلاي خان، بينما كان ألتان خان تجسيدًا لكوبلاي خان (1215-1294) الصين، وأنهم قد تجمعوا مرة أخرى للتعاون في نشر الديانة البوذية.  حين أن هذا لم يؤد على الفور إلى تحول هائل للمغول إلى البوذية (هذا لن يحدث إلا في ثلاثينيات القرن العشرين)، إلا أنه أدى إلى الاستخدام الواسع للإيديولوجية البوذية من أجل إضفاء الشرعية على السلطة بين طبقة النبلاء المغولية. أخيرًا وليس آخرًا، كان يونتن غياتسو، الدالاي لاما الرابع، حفيد ألتان خان.

#### صعود مدرسة جيلوجبا
كان يونتن غياتسو (1589–1616)، الدالاي لاما الرابع والغير تبتي حفيد ألتان خان. توفي عام 1616 في منتصف العشرينات من عمره. يقول بعض الناس أنه تسمم ولكن لا يوجد دليل حقيقي. 
كان لوبسانغ غياتسو الدالاي لاما الخامس العظيم (1617-1682) أول دالاي لاما يمارس سلطته السياسية الفعالة على وسط التبت .
الوصي الأول للدالاي لاما الخامس سونام رابتن هو معروف بتوحيد التبت تحت سيطرة مدرسة غيلوغ الـبوذية التبتية، بعد فوزه على منافسه كاجيو وطوائف الجوجانج (Jonang) والحاكم العلماني، والأمير تسانجبا، في حرب أهلية طويلة. كانت جهوده ناجحة جزئياً بسبب مساعدة من غوشي خان زعيم أويرات لخوشوت خانات. ظل نظام سونام رابتن كونه مؤيدًا متعصبيًا ومتشددًا لجيلوجبا، تعرضت المدارس الأخرى للاضطهاد. تزعم مصادر جونانج اليوم أن أديرة جونانج كانت إما مغلقة أو تم تحويلها قسراً، وبقيت تلك المدرسة مختبئة حتى الجزء الأخير من القرن العشرين. ومع ذلك، قبل مغادرته التبت للصين في عام 1652، أصدر الدالاي لاما إعلانًا أو مرسومًا لسونام رابتن يحظر كل هذه السياسات الطائفية التي طبقتها إدارته بعد الحرب الأهلية عام 1642 وأمر بإلغاءها. أنشأ الدالاي لاما الخامس وسونام رابتن (حتى وفاته في 1658) مع غوشي خان باعتباره غير متعصب إدارة مدنية يشار إليها من قبل المؤرخين باسم ولاية لاسا. ويشار إلى هذا النظام التبتي أو الحكومة أيضًا باسم جاندن فودرانج Ganden Phodrang .
عام 1652 زار الدالاي لاما الخامس إمبراطور شونزي من أسرة تشينغ. لم يكن مطلوبا منه أن يتملق مثل غيره من الزوار، ولكن لا يزال يتعين عليه الركوع أمام الإمبراطور. وبعد ذلك أرسل ختمًا رسميًا.
بدأ الدالاي لاما الخامس بناء قصر بوتالا في لاسا، ونقل مركز الحكم هناك من دريبونغ .

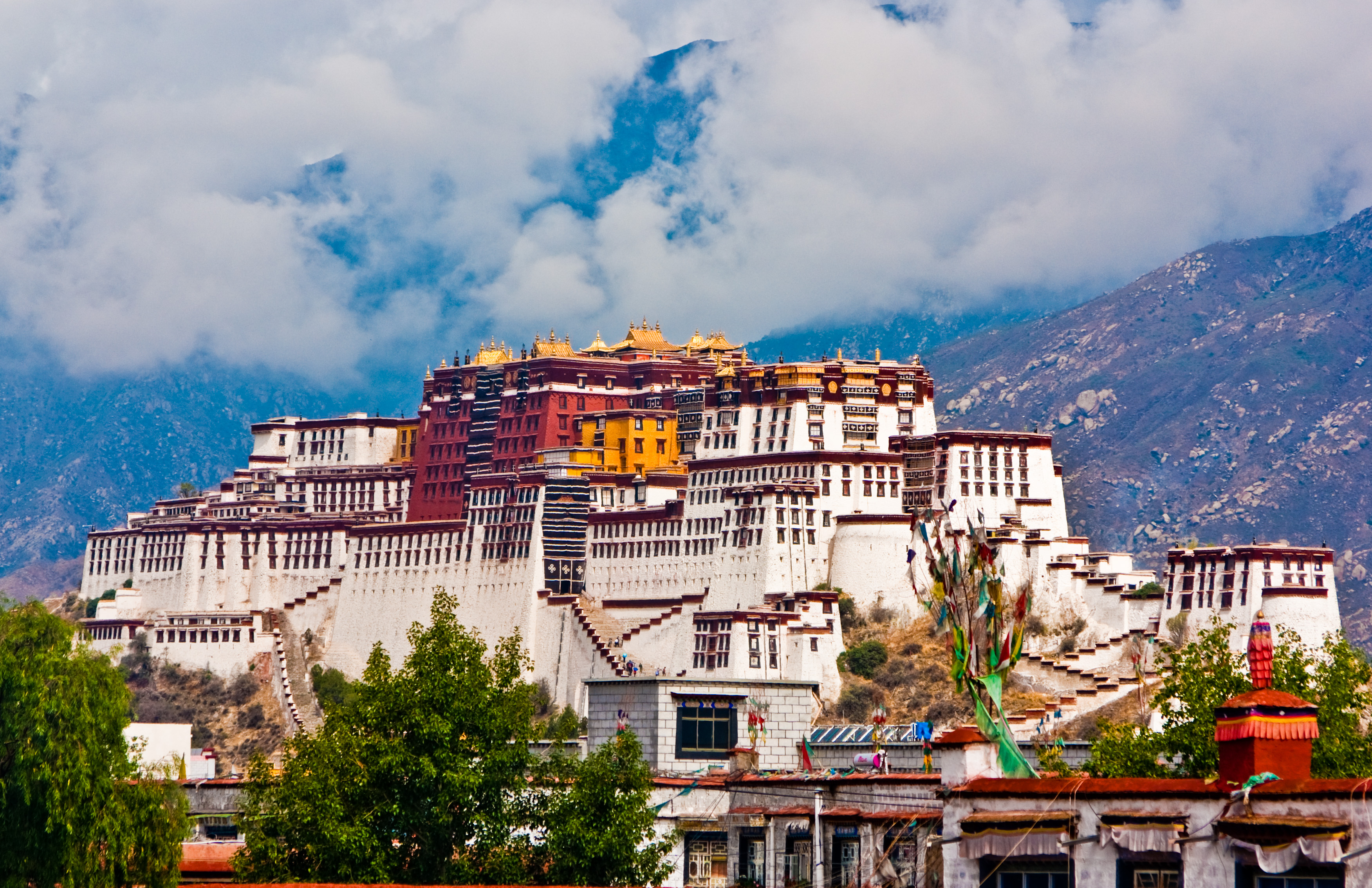
قصر بوتالا في لاسا

تم إخفاء وفاة الدالاي لاما الخامس في عام 1682 لمدة خمسة عشر عامًا من قِبل مساعده المقرب، ديسي سانغي غياتسو (De-srid Sangs-rgyas Rgya-'mtsho). بقي الدالاي لاما لقب رؤساء التبت حتى عام 1959.
خلال حكم الخامس بقي مبشران يسوعيان، وهما الألماني يوهانس جروبر والبلجيكي ألبرت دورفيل، في لاسا لمدة شهري أكتوبر ونوفمبر، 1661 في طريقهما من بكين إلى غوا البرتغالية غوا في الهند. وصفوا الدالاي لاما بأنه «زعيم قوي وعطوف». بقي اليسوعي الآخر إيبوليتو ديزيديري خمس سنوات في لاسا (1716-1721) وكان أول مبشر يتقن اللغة. حتى أنه أنتج بعض الكتب المسيحية في التبت. تولى آباء الرهبنة الكبوشية المهمة حتى تم طرد جميع المبشرين في عام 1745.
في أواخر القرن السابع عشر دخلت التبت في نزاع مع بوتان والذي كانت تدعمه لداخ. هذا أدى إلى غزو لاداخ من قبل التبت. ساعدت كشمير في استعادة حكم لاداخي شريطة أن يتم بناء مسجد في ليه وأن يعتنق ملك لاداخي الإسلام. حلت معاهدة تيسجام في عام 1684 النزاع بين التبت ولاداخ، لكن استقلالها كان مقيدًا بشدة.

## غزو تشينغ والقاعدة الإدارية (1720-1912)
تم تأسيس حكم تشينغ على التبت بعد أن هزمت قوة تشينغ الاستكشافية (البعثة الصينية للتبت) أهل دزنجار الذين احتلوا التبت في عام 1720، واستمرت حتى سقوط سلالة كينغ في عام 1912. عين أباطرة تشينغ سكانًا إمبراطوريين معروفين باسم أمبيانز إلى التبت، الذي قاد أكثر من 2000 من القوات المتمركزة في لاسا وأبلغت ليفان يوان، وهي وكالة حكومية تشينغ التي أشرفت على المنطقة خلال هذه الفترة. خلال هذه الحقبة، سيطر الدالاي لاماس على المنطقة بدعم من أسرة تشينغ التي أسسها المانشو في الصين.

### حكم تشينغ

#### فتوحات تشينج
أرسل امبراطور كانغ من سلالة تشينغ بعثة جيش إلى التبت ردا على احتلال التبت من قبل قوات خانات زونغار، جنبا إلى جنب مع قوات التبت تحت قيادة بولاني (Polhaney) من تسانغ وجانجتشيني (Gangchenney)، وحاكم التبت الغربية،   وطردوا زونغار من التبت في عام 1720. أحضروا كيلزانج جياتسو معهم من كومبوم إلى لاسا وتم تنصيبه كدالاي لاما السابع. أقيمت محمية تشينغ على التبت في هذا الوقت، مع حامية في لاسا، وتم ضم خام لسيتشوان. في عام 1721، أسس تشينغ حكومة في لاسا تتألف من مجلس (كاساج) لثلاثة وزراء تبتيين برئاسة كانغشينا. كان دور الدالاي لاما في هذا الوقت رمزيًا بحتًا، لكنه لا يزال مؤثرًا للغاية بسبب معتقدات المغول الدينية. 
بعد خلافة إمبراطور يونغ تشنغ في عام 1722، حدثت سلسلة من تخفيضات قوات تشينغ في التبت. ومع ذلك، قتل نبلاء لاسا الذين كانوا متحالفين مع دزنغار جانجتشاني وسيطروا على لاسا في عام 1727، وهرب بولاني إلى وطنه نغاري. وصلت قوات كينغ إلى لاسا في سبتمبر، وعاقبت الفصيل المناهض لتشينغ بإعدام أسر بأكملها، بما في ذلك النساء والأطفال. تم إرسال الدالاي لاما إلى دير Lithang  في خام. تم إحضار البانتشن لاما إلى لاسا ومنحها سلطة مؤقتة على تسانغ ونغاري، مما خلق تقسيمًا إقليميًا بين اللاما . على مدار ثلاثينيات القرن الثامن عشر، تم تخفيض قوات تشينغ مرة أخرى، واكتسبت بولهانا المزيد من القوة والسلطة. عاد الدالاي لاما إلى لاسا في عام 1735، وبقيت القوة مع بولهاناس. وجد تشينغ أن بولهاناس عميل مخلص وحاكم فعال على تبت مستقرة، لذلك ظل مهيمنا حتى وفاته في عام 1747. 
في أماكن متعددة مثل لاسا وباتانج ودارتسيندو ولاري وشامدو وليتانج، كانت قوات الجيش الأخضر الموحدة حامية طوال حرب دزنغار. كانت كل من قوات الجيش الأخضر الموحدة ومانشو بانيرمين جزءًا من قوة تشينغ التي قاتلت في التبت في الحرب ضد دزنغارز. قيل إن قائد سيتشوان يوي تشونغ تشي (أحد أحفاد يوي فاي) دخل لاسا أولاً عندما استولى 2000 جندي من الجيش الأخضر و 1000 جندي من المانشو من «طريق سيتشوان» على لاسا. وفقًا لمارك سي. إليوت، بعد عام 1728، استخدم تشينغ قوات الجيش الأخضر الموحدة لادارة الحامية في لاسا بدلاً من بانيرن . وفقًا لإيفيلين س. رووسكي، قام كل من الجيش الأخضر الموحد وبانرمن بتكوين حامية تشينغ في التبت. وفقًا لسابين دابرينجهاوس، تمركز الجنود الصينيون ذوو المعايير الخضراء الذين يبلغ عددهم أكثر من 1300 بواسطة تشينغ في التبت لدعم 3 آلاف جندي تبتي قوي.
جعل تشينغ منطقة أمدو وخام في مقاطعة تشينغهاي في عام 1724،  وأدمجت خام خام في المقاطعات الصينية المجاورة في عام 1728. أرسلت حكومة تشينغ مفوض مقيم (أمبان) إلى لاسا. تولى نجل بولاناس جيورمي نامغيال بعد وفاة والده في عام 1747. وأصبح الأمبان مقتنعين بأنه سيقود تمرداً، فقتلوه. انتشرت أخبار الحادث واندلعت أعمال شغب في المدينة، وانتقم الغوغاء من وفاة الوصي من خلال قتل الأمبان (ambans) . صعد الدالاي لاما واستعاد النظام في لاسا. أرسل الإمبراطور تشيان لونغ (خليفة يونغ تشنغ) قوات تشينغ لإعدام عائلة جيورمي نامجيل وسبعة أعضاء من المجموعة التي قتلت الأمبان. 

#### توسيع السيطرة على التبت

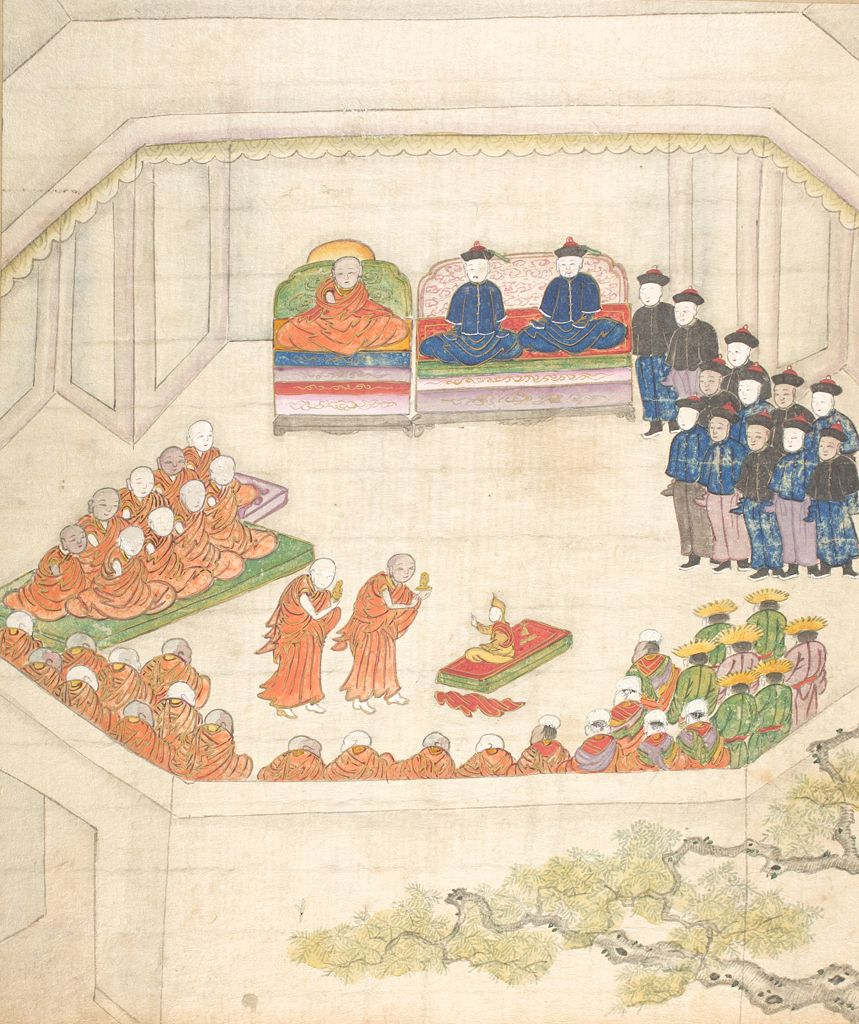
تقليد Lungtok Gyatso ، الدالاي لاما التاسع ، بحضور الأمبان حوالي عام 1808.

أدت هزيمة الغزو النيبالي عام 1791 إلى زيادة سيطرة تشينغ على التبت. من تلك اللحظة، كانت كل الأمور الهامة يتعين تقديمها إلى الأمبان.  لقد عززت قوى الأمبان . ارتفع الأمبان فوق الكاشاغ والحكام المسؤولين عن الشؤون السياسية التبتية. لم يعد يُسمح للدالاي وبانتشن لاماس بتقديم التماس إلى إمبراطور تشينغ مباشرة، لكنهما كانا قادرين على القيام بذلك فقط من خلال الأمبان. سيطرت الأمبان على الدفاع عن الحدود التبتية والشؤون الخارجية. تم وضع الأمبان في قيادة حامية تشينغ والجيش التبتي (الذي تم تعيين قوته في 3000 رجل). تم تقييد التجارة أيضا، ويمكن أن بأسفار فقط مع الوثائق الصادرة عن الأمبان. كان على الأمبان مراجعة جميع القرارات القضائية. ومع ذلك ، وفقًا لوارن سميث فإن هذه التوجيهات إما لم يتم تنفيذها مطلقًا، أو تم التخلص منها بسرعة ، حيث إن أسرة تشينغ كانت مهتمة بإيماءة رمزية للسلطة أكثر من السيادة الفعلية.  في عام 1841، حاولت أسرة هندو دوجرا فرض سلطتها على Ts تسانغ ولكن هُزمت في حرب الصين والسيخ (1841-1842).
في منتصف القرن التاسع عشر استقرت مجموعة من القوات الصينية من سيتشوان مع الأمبان، تزوجوا من نساء التبت، واستقروا في حي لوبو في لاسا، حيث أسس أحفادهم مجتمعًا واستوعبوا ثقافة التبت. كانت الهيبالين هي المكان الذي تعيش فيه القوات المسلمة الصينية وذريتهم ، بينما كانت لوبو هي المكان الذي تعيش فيه قوات الهان الصينية وذريتهم.

### التدخلات الأوروبية في التبت

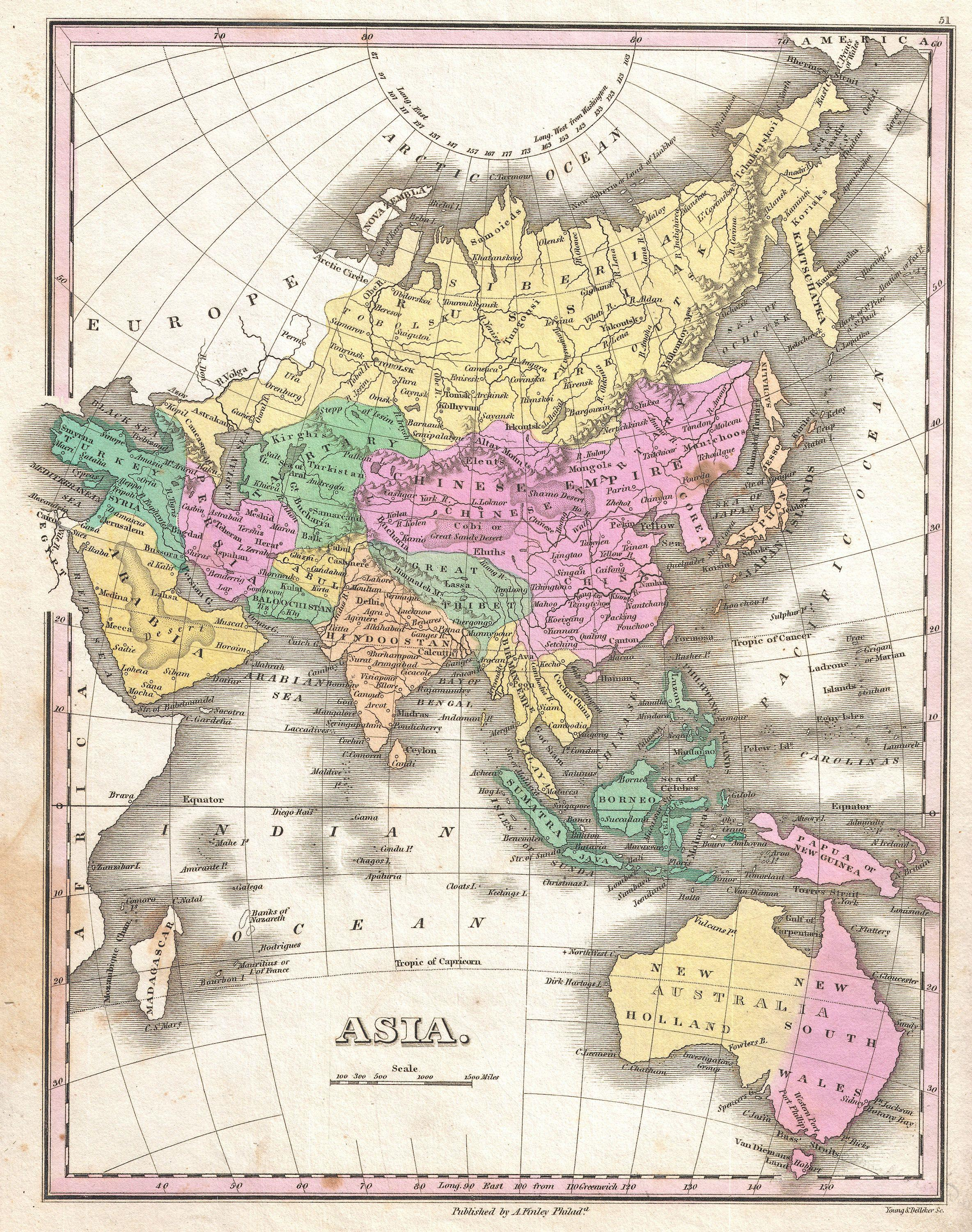
اعتبارًا من عام 1827 كانت كل من ولاية أسام وبوتان وسيكيم ولاداخ جزء من التبت وكانت الحدود الصينية التبتية على نهر جيانغ حيث كانت معظم المحافظات التبتية ذاتية الحكم في الوقت الحاضر جزءًا من المنطقة التي كان يسيطر عليها الهان-المنغول. حصلت بوتان وسيكيم في وقت لاحق على الاستقلال، وهاجم سيكيم من قبل الجيش الهندي في أبريل 1975 وتم دمجه لاحقًا في الهند في مايو. تم دمج كل من ولاية اسام ولاداخ في المملكة المتحدة.

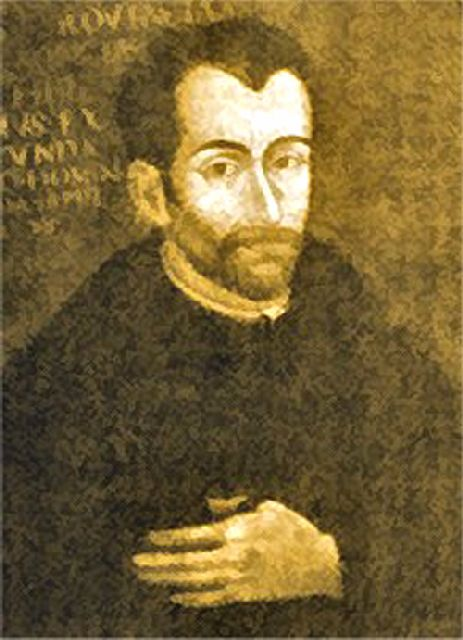
أنطونيو دي أندرادي

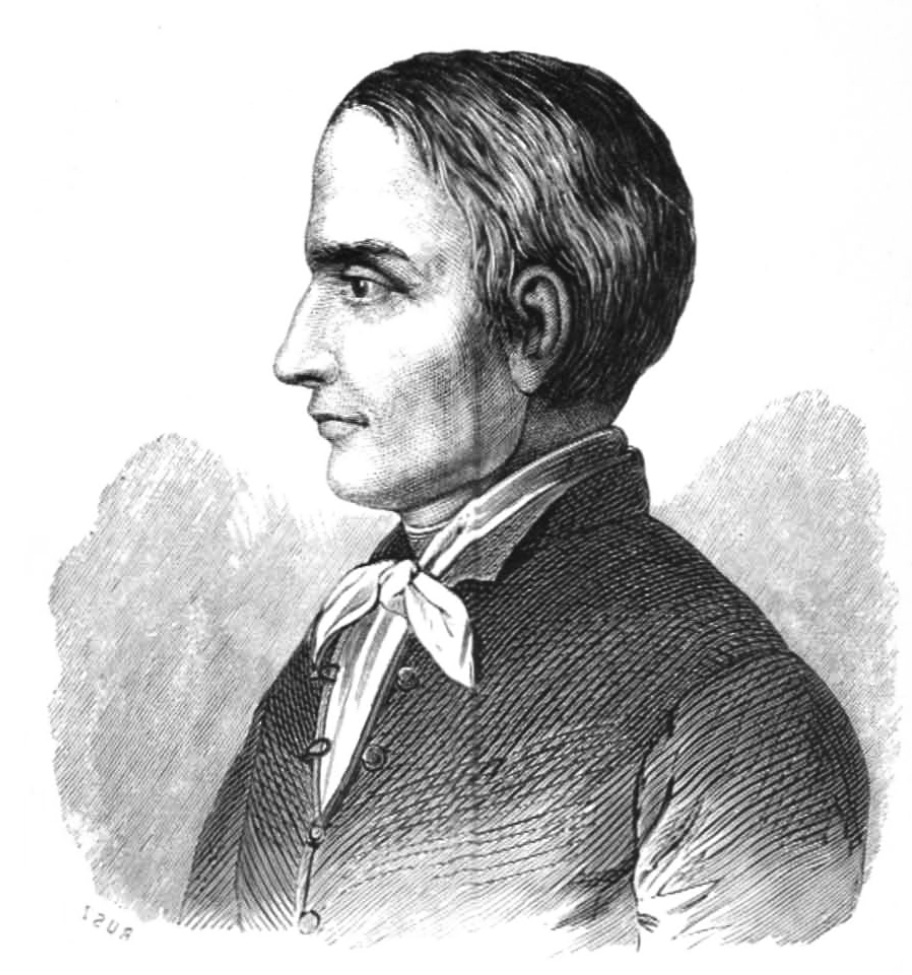
Sándor Kőrösi Csoma

كان أول المبشرين الأوروبيين الذين وصلوا إلى التبت هم المبشرين البرتغاليين الذين وصلوا لأول مرة عام 1624 بقيادة أنتونيو دي أندرادي . رحب بهم التبتيون الذين سمحوا لهم ببناء كنيسة. جلب القرن الثامن عشر المزيد من اليسوعيين والكابوتشين من أوروبا. التقوا تدريجيا معارضة من اللام التبتيين الذين طردوهم أخيرًا من التبت عام 1745. ومن بين الزوار الآخرين ، في عام 1774، النبيل الإسكتلندي ، جورج بوغل ، الذي جاء إلى شيجاتسي للتحقيق في تجارة شركة الهند الشرقية البريطانية، حيث أدخل البطاطس أول مرة في التبت. بعد 1792 حيث أصبحت التبت تحت النفوذ الصيني، أغلقت حدودها للأوروبيين، وخلال القرن ال19 لم يصل سوى 3 غربيين للاسا، الإنكليزي توماس مانينغ واثنين من المبشرين الفرنسيين إيفاريست ريجس هوك وجوزيف جابيت .
خلال القرن التاسع عشر كانت الإمبراطورية البريطانية تتعدى من شمال الهند إلى جبال الهيمالايا وأفغانستان وكانت الإمبراطورية الروسية تتوسع جنوبًا إلى آسيا الوسطى. لكن التبت جذبت انتباه العديد من المستكشفين. في عام 1840، وصل Sándor Kőrösi Csoma إلى دارجيلنغ، على أمل أن يتمكن من تتبع أصل مجموعة Magyar العرقية، لكنه توفي قبل أن يتمكن من دخول التبت. في عام 1865 بدأت بريطانيا العظمى سرا رسم خرائط التبت. وتعدّ الجواسيس الهنود المدربون المتنكرون كحجاج أو تجار، يطلق عليهم البونديت (المستكشفون)، ويحسبون خطواتهم في رحلاتهم عبر التبت ويأخذوا قراءات في الليل. قام ناين سينغ ، الأكثر شهرة ، بقياس خطوط الطول والعرض والارتفاع في لاسا وتتبع نهر Yarlung Tsangpo .

### التدخلات البريطانية في التبت (1903-1904) وفرض سيطرة تشينغ مجددا

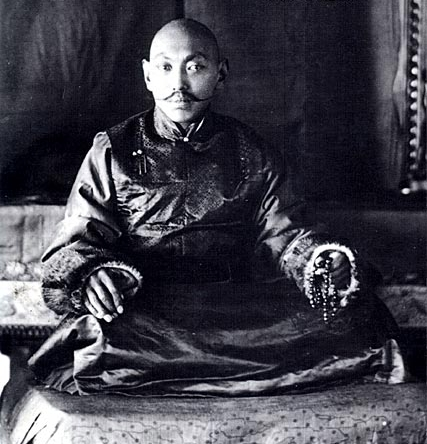
الدالاي لاما الثالث عشر عام 1910

في بداية القرن العشرين كانت الإمبراطوريتان البريطانية والروسية تتنافسان على التفوق في آسيا الوسطى.كانت بريطانيا غير قادرة على إقامة اتصالات دبلوماسية مع الحكومة التبتية، وتشعر بالقلق إزاء تقارير عن تعاملاتهم مع روسيا ، في 1903-04، تم إرسال بعثة بريطانية بقيادة العقيد فرانسيس يونغهوس إلى لاسا لفرض اتفاق تجاري ومنع التبتيين من إقامة علاقة مع الروس. ردا على ذلك ، أكدت وزارة الخارجية تشينغ أن الصين لها سيادة على التبت، وهو أول بيان واضح لمثل هذا الادعاء. قبل وصول القوات البريطانية إلى لاسا، فر الدالاي لاما الثالث عشر إلى منغوليا الخارجية ، ثم توجه إلى بكين في عام 1908.
كان الغزو البريطاني أحد مسببات التمرد التبتي عام 1905 في دير باتانج ، عندما ذبح اللاما التبتيون المعاديون للأجانب المبشرين الفرنسيين ومسؤولي المانشو وهان تشينغ والمسيحيين الذين تحولوا قبل أن يسحق تشينغ التمرد.
عقبت معاهدة لاسا التبتية لعام 1904 المعاهدة الصينية البريطانية لعام 1906 . وافقت بكين على دفع 2.5 مليون روبية في لندن والتي أجبرت لاسا على الاتفاق عليها في المعاهدة الأنجلو-تبتية لعام 1904. في عام 1907، اتفقت بريطانيا وروسيا على أنه «طبقًا للمبدأ المقبول لسيادة الصين على التبت»  الدولتان «لا تشاركان في الدخول في مفاوضات مع التبت إلا من خلال وسيط الحكومة الصينية».
ثم عينت حكومة تشينغ في بكين تشاو إيرفينج ، حاكم شينينغ، «قائد جيش التبت» لإعادة دمج التبت في الصين. تم إرساله في عام 1905 (على الرغم من أن مصادر أخرى تقول أن هذا حدث في عام 1908)  في رحلة استكشافية عقابية . دمرت قواته عددًا من الأديرة في خام وأمدو ، وبدأت عملية تنميط المنطقة.  فر الدالاي لاما مرة أخرى، هذه المرة إلى الهند، وتم عزله مرة أخرى من قبل الصينيين.  ولكن بعد سقوط أسرة تشينغ في أكتوبر 1911، قام جنود تشاو بالتمرد وقطع رأسه.  غادرت جميع قوات تشينغ المتبقية التبت بعد اضطرابات شينهاي لاسا .

## الاستقلالالفعلي(1912-1951)

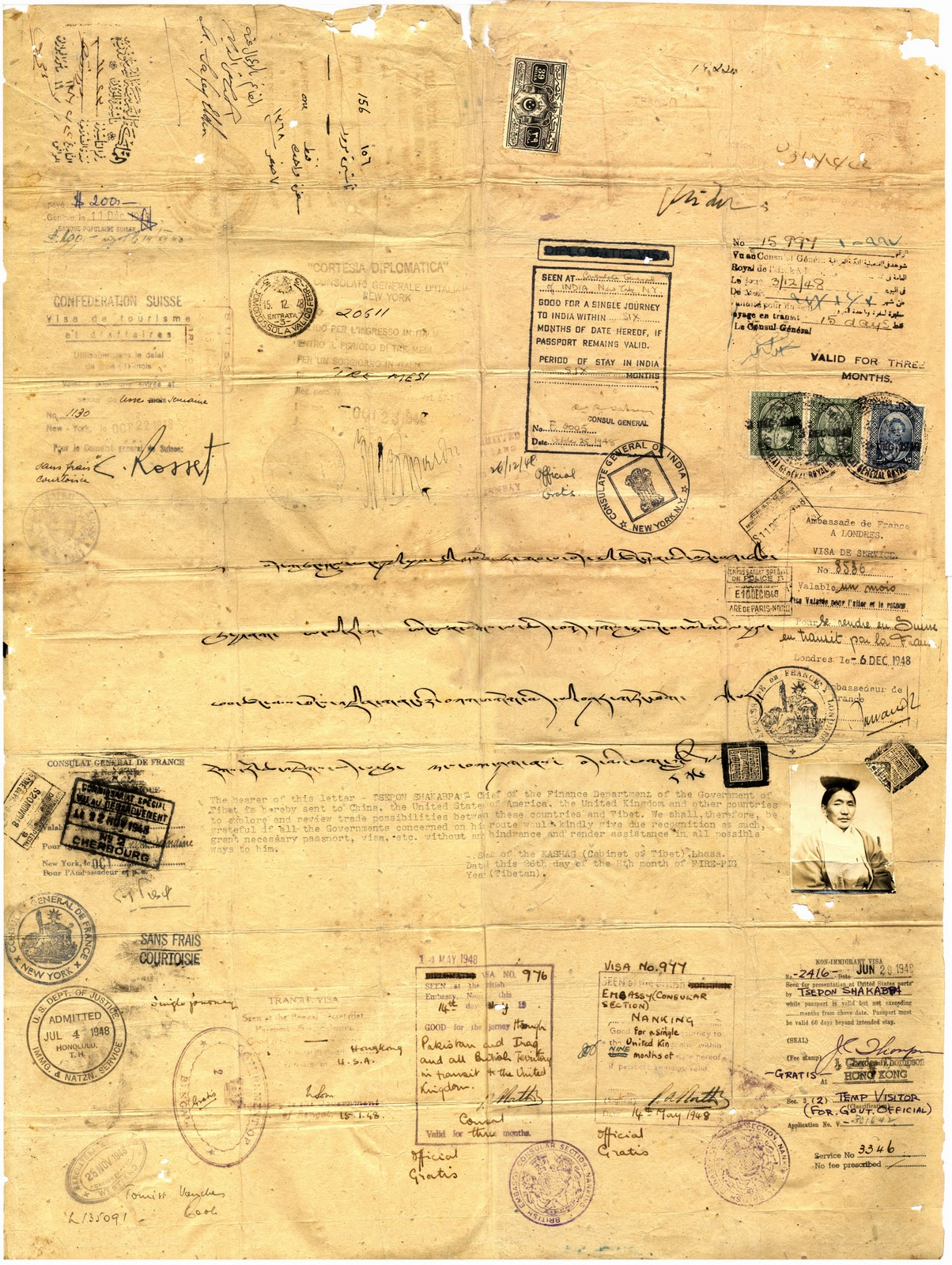
جواز سفر التبت 1947/1948 - صدر إلى تسيبون شكاببا ، ثم رئيس الإدارة المالية لحكومة التبت

عاد الدالاي لاما إلى التبت من الهند في يوليو عام 1912 (بعد سقوط أسرة تشينغ)، وطرد الأمبان وجميع القوات الصينية.  في عام 1913، أصدر الدالاي لاما إعلانًا ينص على أن العلاقة بين الإمبراطور الصيني والتبت «كانت علاقة الراعي والكاهن ولم تستند إلى تبعية أحدهما للآخر.»  «نحن أمة صغيرة ودينية ومستقلة».
على مدار الستة وثلاثين عامًا التالية، تمتعت التبت باستقلال فعلي في حين تحملت الصين عصر أمراء الحرب والحرب الأهلية والحرب العالمية الثانية. تجادل بعض المصادر الصينية بأن التبت كانت لا تزال جزءًا من الصين طوال هذه الفترة. اعترفت الولايات المتحدة أيضًا بالتبت كمقاطعة صينية خلال هذا الوقت كما يظهر في الفيلم الوثائقي «لماذا نقاتل» # 6 معركة الصين التي أنتجتها وزارة الحرب الأمريكية في عام 1944. يجادل بعض المؤلفين الآخرين بأن كانت التبت مستقلة قانونًا أيضًا بعد معاهدة التبت ومنغوليا لعام 1913، والتي قبلت بها روسيا منغوليا.
استمرت التبت في 1913-1949 في اتصالات محدودة للغاية مع بقية العالم، على الرغم من أن الممثلين البريطانيين كانوا متمركزين في غيانتسي وياتونج وجارتوك (غرب التبت). هؤلاء المسمون «الوكلاء التجاريون» كانوا في الواقع ممثلين دبلوماسيين لحكومة الهند البريطانية وفي 1936-1937. آخر ممثل بريطاني ، هيو ريتشاردسون ، ظل في لاسا حتى عام 1950 يخدم الحكومة الهندية ، وشجع البريطانيون ، مثل الصينيين، التبتيين على إبعاد الأجانب عن التبت، ولم يقم أي أجانب بزيارة إلى لاسا بين مغادرة بعثة يونغ زوج في 1904 ووصول ضابط تلغراف في عام 1920.  زار ما يزيد قليلاً عن 90 من الأوروبيين واليابانيين لاسا خلال الأعوام 1920-1950، وكان معظمهم من الدبلوماسيين البريطانيين. عدد قليل جدًا من الحكومات فعل أي شيء يشبه الاعتراف الدبلوماسي العادي التبت. في عام 1914، وقعت الحكومة التبتية اتفاق سيملا مع بريطانيا ، تنازلت عن عدة مناطق صغيرة على الجانب الجنوبي من مستجمعات المياه في الهيمالايا إلى الهند البريطانية . نددت الحكومة الصينية بالاتفاقية ووصفتها بأنها غير قانونية.
في عام 1932، هزم الجيش الوطني الثوري، الذي يتكون من جنود مسلمين وهان ، بقيادة ما بوفانغ وليو ونهوي ، الجيش التبتي في الحرب الصينية التبتية عندما حاول الدالاي لاما الثالث عشر الاستيلاء على الأراضي في تشينغهاي وشيكانغ. وذكر أيضا أن الحكومة المركزية للصين شجعت الهجوم ، على أمل حل «وضع التبت»، لأن اليابانيين استولوا على منشوريا. وحذروا التبتيين من أن يجرؤوا على عبور نهر جينشا مرة أخرى. تم توقيع هدنة لإنهاء القتال. قام الدالاي لاما بتكليف البريطانيين في الهند طلبًا للمساعدة عندما هزمت جيوشه ، وبدأوا في تخفيض رتب جنرالاتهم الذين استسلموا.

## حكم جمهورية الصين الشعبية (1950 حتى الآن)

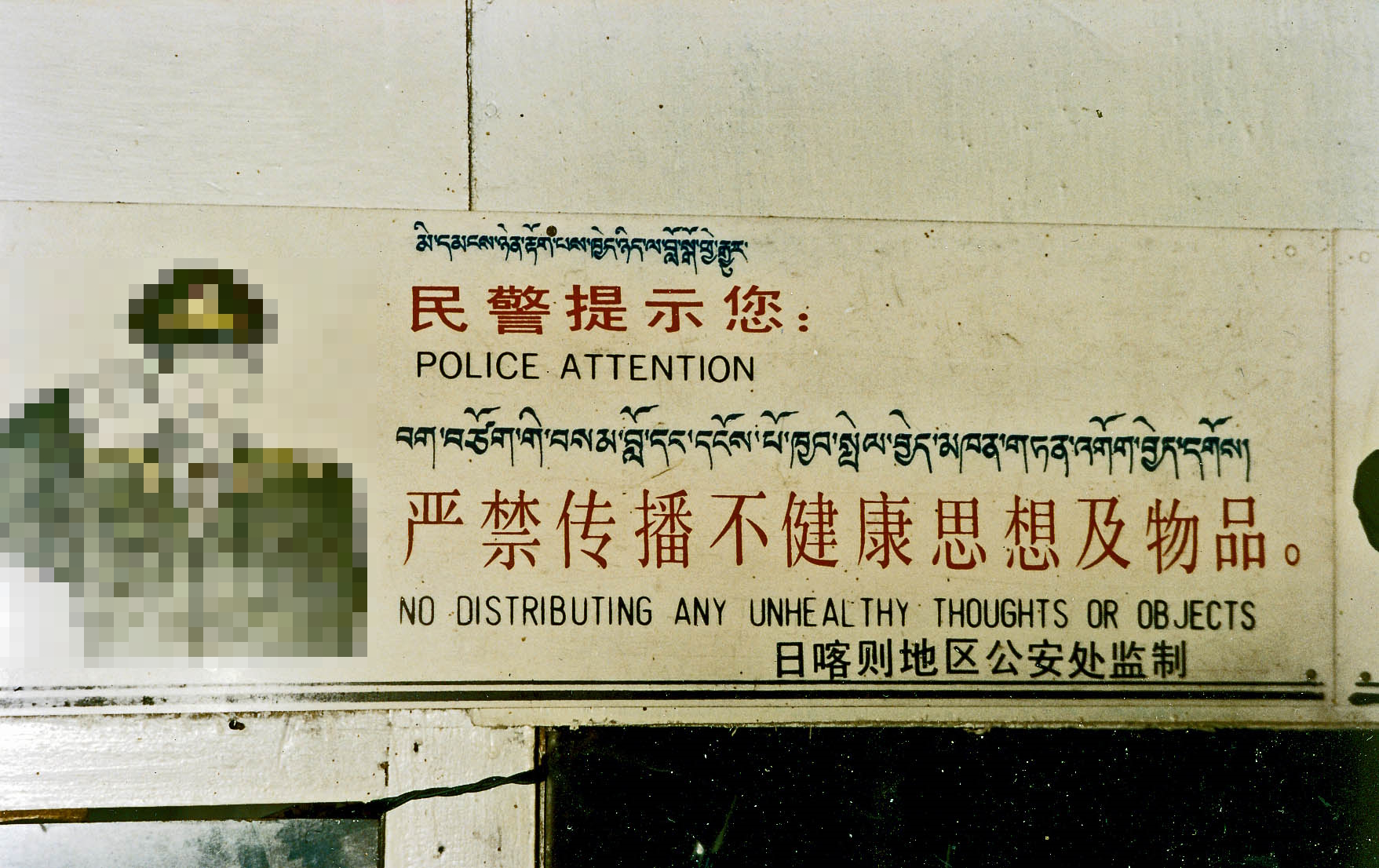
"انتباه الشرطة: لا توزع أي أفكار أو مواضيع غير صحية". بثلاث لغات (التبتية - صينى - اللغة الإنجليزية) علامة فوق مدخل مقهى صغير في نيالام ، التبت ، 1993.

في عام 1949، نظرًا لأن الشيوعيين الصينيين، بدعم من جوزيف ستالين، كانوا يسيطرون على الصين ، قام الكاشاج بطرد جميع الصينيين المرتبطين بالحكومة الصينية، بسبب احتجاجات كل من الكومينتانغ والشيوعيين.  فقدت جمهورية الصين الشعبية، التي تأسست في أكتوبر 1949 من قبل الشيوعيين المنتصرين بقيادة ماو تسي تونغ، القليل من الوقت في تأكيد الوجود الصيني الجديد في التبت. في أكتوبر 1950، دخل جيش التحرير الشعبي إلى منطقة شامدو التبتية، وهزم المقاومة المتقطعة من قبل الجيش التبتي. في عام 1951، شارك ممثلو التبت في مفاوضات في بكين مع الحكومة الصينية. وقد نتج عن ذلك اتفاق من سبع عشرة نقطة أرسى سيادة الصين على التبت ، لكن الحكومة التبتية الحالية في المنفى رفضتها. 
من البداية ، كان من الواضح أن دمج التبت في الصين الشيوعية سيجلب نظامين اجتماعيين متعاكسين وجهاً لوجه. في التبت اختار الشيوعيون الصينيون عدم وضع الإصلاح الاجتماعي كأولوية فورية. على العكس من ذلك في الفترة من 1951 إلى 1959، واصل مجتمع التبت التقليدي بأمراءه وممتلكاته الأثرية العمل دون تغيير. الرغم من وجود عشرين ألف جندي صيني في وسط التبت ، سُمح لحكومة الدالاي لاما بالحفاظ على رموز مهمة من فترة استقلالها الفعلي.
سارع الشيوعيون إلى إلغاء العبودية والقنانة في أشكالها التقليدية. كما أنهم كانوا يدعون لخفض الضرائب والبطالة والتسول وبدء مشاريع العمل. أقاموا مدارس علمانية وبالتالي كسروا الاحتكار التعليمي للأديرة، وبنوا أنظمة المياه الجارية والكهربائية في لاسا.
تم دمج منطقة التبت في منطقة خام الشرقية والتي كانت تُعرف سابقًا بمقاطعة شيكانغ، في مقاطعة سيتشوان. وتم وضع غرب خام تحت قيادة تشامدو العسكرية. في هذه المناطق ، تم تنفيذ الإصلاح الزراعي.  

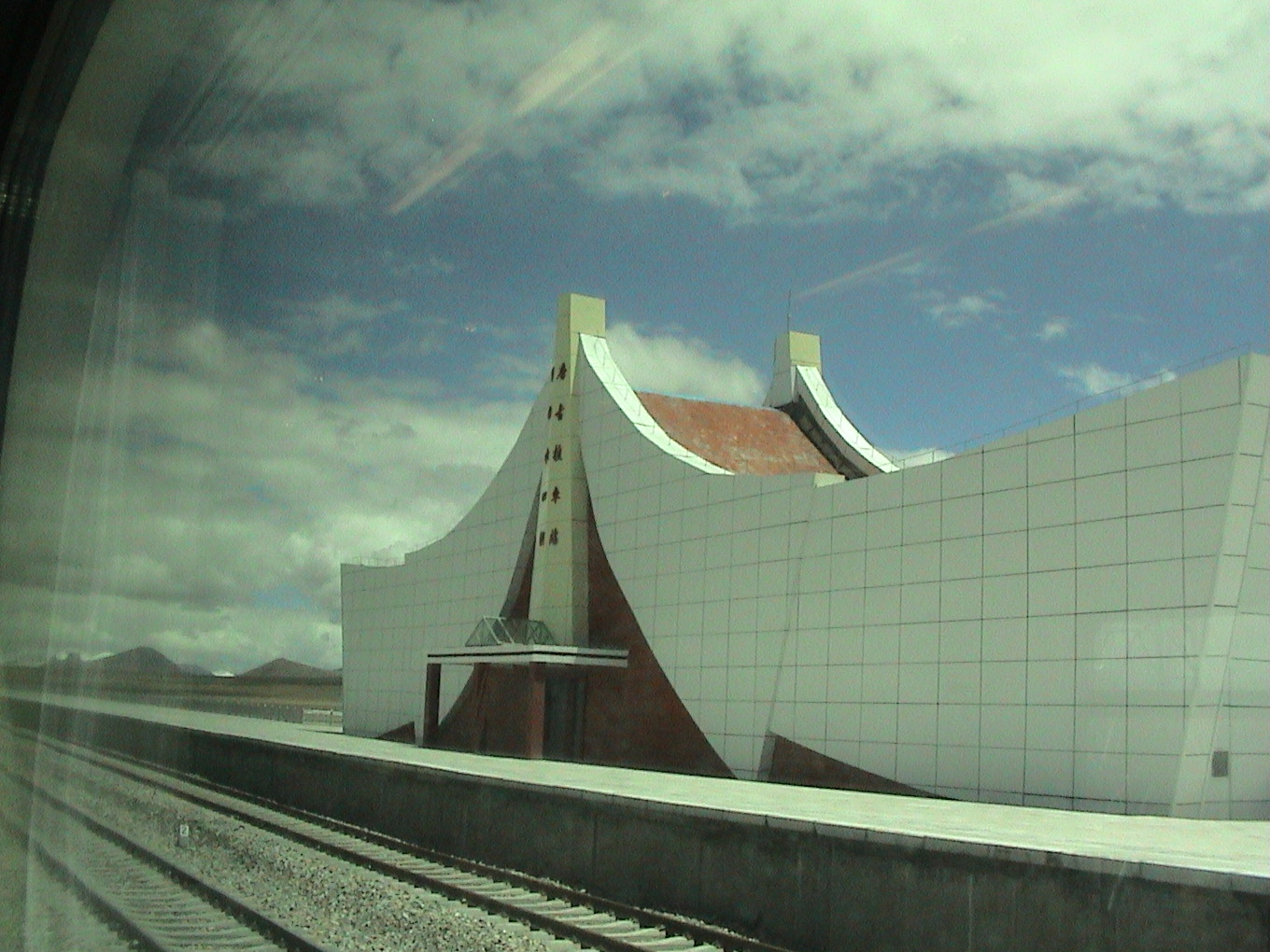
محطة سكة حديد Tanggula ، تقع في وهي أعلى محطة في العالم

بحلول عام 1956، كانت هناك اضطرابات في شرق خام وأمدو، حيث تم تنفيذ الإصلاح الزراعي بالكامل. انتشرت هذه التمردات في النهاية في غرب خام وتسانغ.
في 1956-1957 نصب مقاتلو التبت المسلحين كمينًا لقوافل جيش التحرير الشعبي الصيني. تلقت الانتفاضة مساعدة مكثفة من وكالة الاستخبارات المركزية الأمريكية (CIA)، بما في ذلك التدريب العسكري، ومخيمات الدعم في نيبال والعديد من الرحلات الجوية. وفي الوقت نفسه، في الولايات المتحدة ، قامت الجمعية الأمريكية من أجل آسيا الحرة، وهي جبهة تمولها وكالة المخابرات المركزية، بنشر قضية المقاومة التبتية بقوة، مع قيام شقيق الدالاي لاما الأكبر، ثوبتن نوربو بدور نشط في تلك المنظمة. أقام الأخ الأكبر للدالاي لاما، جيالو ثوندوب ، عملية استخبارات مع وكالة الاستخبارات المركزية في وقت مبكر من عام 1951. وقام لاحقًا بترقيتها إلى وحدة حرب العصابات التي دربتها وكالة الاستخبارات المركزية ، حيث عاد مجندوه بالمظلات إلى التبت.
كان العديد من رجال الكوماندوس التبتيين والوكلاء الذين أسقطتهم وكالة الاستخبارات المركزية إلى البلاد هم رؤساء العشائر الأرستقراطية أو أبناء الزعماء. وفقًا لتقرير صادر عن وكالة المخابرات المركزية الأمريكية نفسها ، لم يُسمع عن تسعين بالمائة منهم من جديد ، مما يعني أنه من المحتمل أن يتم أسرهم وقتلهم. توصل جينسبورج وماتوس إلى نتيجة مفادها أنه «بقدر ما يمكن التأكد من ذلك ، فإن الغالبية العظمى من عامة الناس في لاسا والريف المجاور فشلوا في الانضمام إلى القتال ضد الصينيين على حد سواء عندما بدأت لأول مرة وكما تقدم». وفقًا لبيانات أخرى ، شارك الآلاف من التبتيين المشتركين في التمرد. توفر المحفوظات السوفيتية التي رفعت عنها السرية بيانات تفيد بأن الشيوعيين الصينيين الذين تلقوا مساعدة كبيرة في المعدات العسكرية من الاتحاد السوفيتي، استخدموا على نطاق واسع الطائرات السوفيتية لتفجير الأديرة وغيرها من العمليات العقابية في التبت.
في عام 1959 أدت الحملة العسكرية الصينية ضد المتمردين في خام وأمدو إلى «انتفاضة لاسا». انتشار المقاومة على نطاق واسع في جميع أنحاء التبت. خوفا من أسر الدالاي لاما ، قام التبتيون غير المسلحين بمحاصرة مقر إقامته ، وهرب الدالاي لاما إلى الهند.
تميزت الفترة من 1959 إلى 1962 بتجويع واسع النطاق خلال المجاعة الصينية الكبرى الناجمة عن الجفاف والسياسات الصينية للقفزة العظيمة للأمام التي أثرت على الصين بأكملها وليس التبت فقط. كان البانتشن لاما العاشر مراقبًا شديدًا للتبت خلال هذه الفترة، وصاغ عريضة الشخصيات البالغ عددها 70,000 لتوضيح معاناة التبتيين وإرسالها إلى زهو إنلاي في مايو 1962.
في عام 1962، خاضت الصين والهند حربًا قصيرة حول منطقة أكساي تشين المتنازع عليها. وعلى الرغم من فوز الصين في الحرب انسحبت القوات الصينية شمال خط مكماهون .

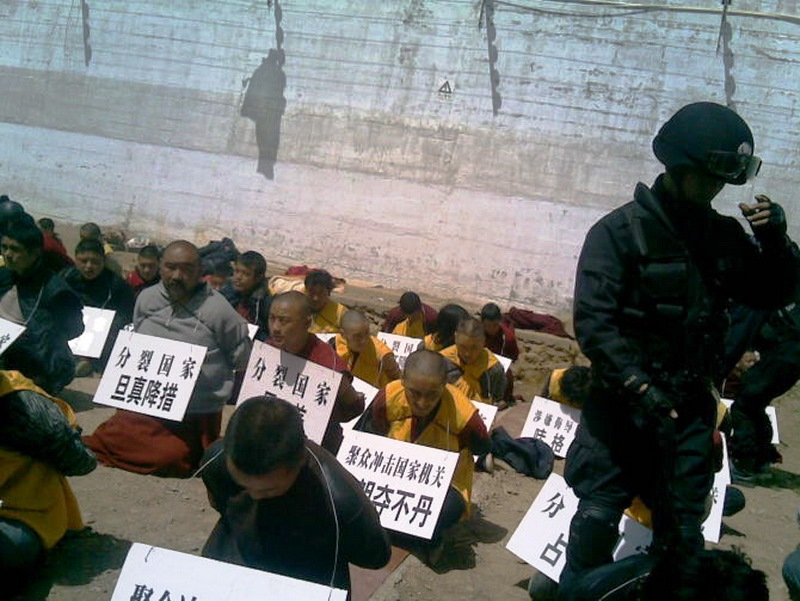
الحملة العسكرية في نجابا بعد الاضطرابات التبتية عام 2008

في عام 1965، تمت إعادة تسمية المنطقة التي كانت تحت سيطرة حكومة الدالاي لاما من 1910 إلى 1959 (Ts تسانغ وغرب خام) إلى منطقة التبت ذاتية الحكم (TAR). الحكم الذاتي كان شريطة أن يكون رئيس الحكومة من أصل تبتي ومع ذلك ، فإن السلطة الفعلية في تقرير التقييم الثالث يشغلها السكرتير الأول للجنة الإقليمية للتبت ذاتية الحكم التابعة للحزب الشيوعي الصيني، والذي لم يكن تبتياً على الإطلاق. يزال دور التبتيين العرقيين في المستويات العليا للحزب الشيوعي الثوري محدودا للغاية.
لقد حدث تدمير معظم أديرة التبت التي يزيد عددها عن 6 آلاف من الأديرة بين عامي 1959 و 1961 على يد الحزب الشيوعي الصيني. خلال منتصف الستينيات تم تقسيم الممتلكات الرهبانية وإدخال التعليم العلماني. خلال الثورة الثقافية. قام الحرس الأحمر  بحملة من التخريب المنظم ضد المواقع الثقافية في جمهورية الصين الشعبية بأكملها، بما في ذلك التراث البوذي في التبت.  وفقًا لمصدر صيني واحد على الأقل، بقيت حفنة من الأديرة الأكثر أهمية دينيًا وثقافيًا دون أضرار كبيرة.
في عام 1989، توفي البانتشن لاما بنوبة قلبية حادة في سن 50.
استمرت جمهورية الصين الشعبية في تصوير حكمها على التبت على أنه تحسن لا يرقى إليه أحد، لكن مع استمرار بعض الحكومات الأجنبية في الاحتجاجات على جوانب حكم جمهورية الصين الشعبية في التبت، حيث أبلغت جماعات مثل هيومن رايتس ووتش عن انتهاكات مزعومة لحقوق الإنسان. ومع ذلك ، فإن معظم الحكومات تعترف بسيادة جمهورية الصين الشعبية على التبت اليوم ولم تعترف أي منها بحكومة التبت في المنفى في الهند.
اندلعت أعمال الشغب مرة أخرى في عام 2008. تعرض العديد من العرقيين هانز وهويس لهجمات في أعمال الشغب، وتم تخريب متاجرهم أو حرقها. كان رد فعل الحكومة الصينية سريعًا، وفرض حظر التجول وفرض قيودًا صارمة على الوصول إلى المناطق التيبتية. كان الرد الدولي فوريًا وقويًا أيضً ، حيث أدان بعض القادة القمع والاحتجاجات الكبيرة وبعضهم دعموا لأعمال الصين.
في عام 2018، عادت شركة مرسيدس بنز الألمانية لصناعة السيارات إلى الإعلان واعتذرت عن «إيذاء مشاعر» الشعب الصيني من خلال اقتباسها من الدالاي لاما.

### التبتيين في المنفى

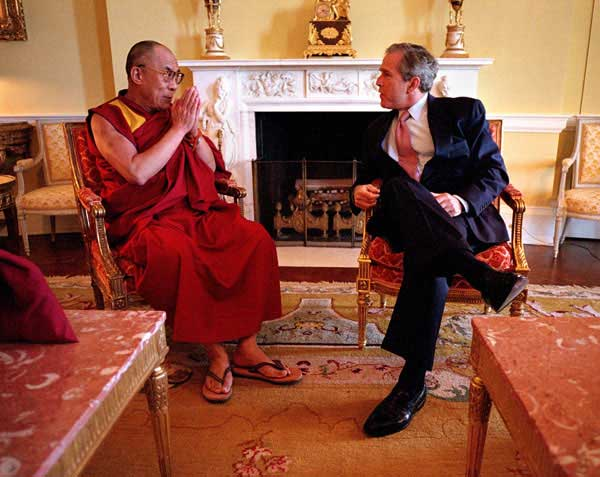
الدالاي لاما الرابع عشر مع جورج دبليو بوش في البيت الأبيض في 23 مايو 2001.

في أعقاب انتفاضة لاسا ورحلة الدالاي لاما من التبت في عام 1959، قبلت حكومة الهند اللاجئين التبتيين. خصصت الهند أراضي للاجئين في منطقة دارامسالا الجبلية في الهند، حيث يوجد الدالاي لاما والحكومة التبتية في المنفى الآن.

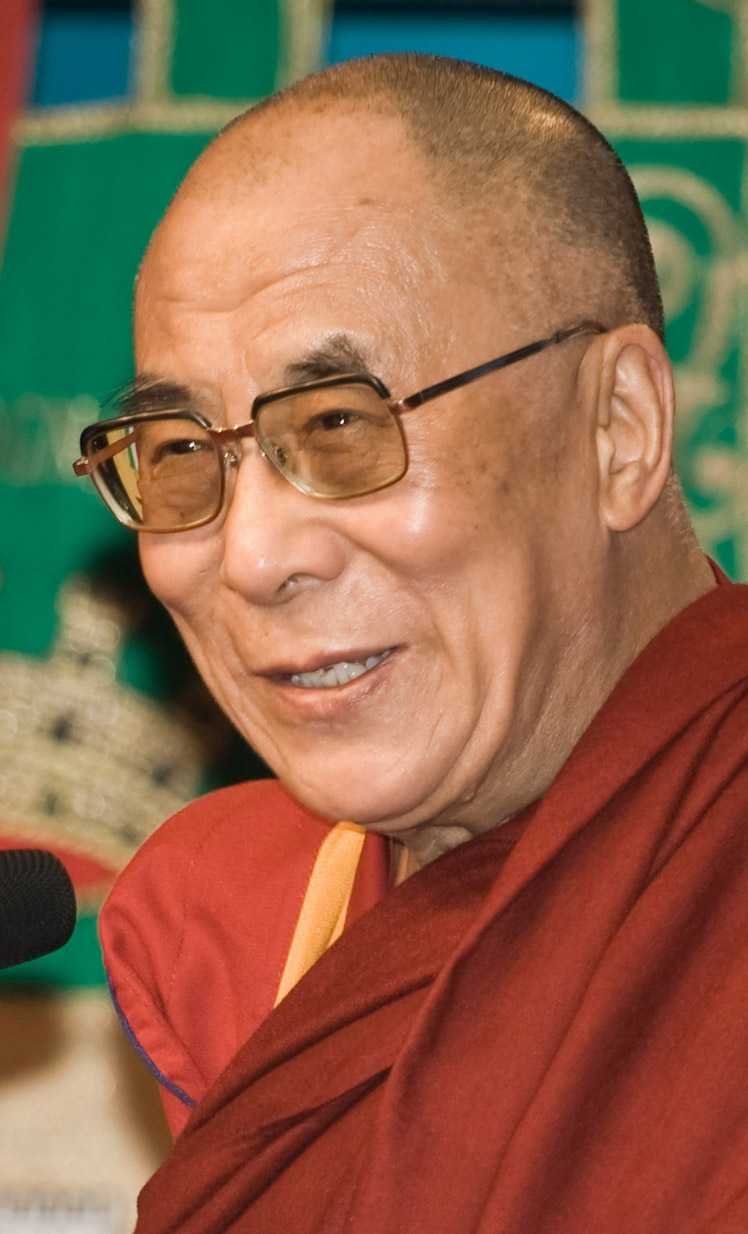
الدالاي لاما الرابع عشر ، تينزين غياتسو

حصلت محنة اللاجئين التبتيين على اهتمام دولي عندما فاز الدالاي لاما، الزعيم الروحي والديني للحكومة التبتية في المنفى بجائزة نوبل للسلام في عام 1989. حصل الدالاي لاما على جائزة نوبل على أساس التزامه الثابت بالسلام احتجاجا على الاحتلال الصيني للتبت. يحظى بتقدير كبير نتيجة لذلك ، ومنذ ذلك الحين استقبله قادة الحكومات في جميع أنحاء العالم. من بين أحدث الاحتفالات والجوائز، حصل على الميدالية الذهبية للكونجرس من قبل الرئيس بوش في عام 2007، وفي عام 2006 كان واحدًا من ستة أشخاص فقط حصلوا على الجنسية الكندية الفخرية (انظر الجنسية الكندية الفخرية). تحتج جمهورية الصين الشعبية باستمرار على كل اتصال رسمي بالزعيم التبتي المنفي.
توسع مجتمع التبتيين في المنفى في دارامسالا وبيلاكوبي بالقرب من ميسور في كارناتاكا جنوب الهند، منذ عام 1959. قام التبتيون بتكرار الأديرة التبتية في الهند، وهي الآن تضم عشرات الآلاف من الرهبان. كما أنشأوا مدارس ومستشفيات تبتية، وأنشأوا مكتبة أعمال التبت ودور المحفوظات   - كل ذلك يهدف إلى استمرار التقاليد والثقافة التبتية. تستمر المهرجانات التبتية مثل رقصات اللاما، والاحتفال بلوسار (رأس السنة التبتية الجديدة)، ومهرجان صلاة مونلام ، في المنفى.
في عام 2006، أعلن تنزين غياتسو، الدالاي لاما الرابع عشر ، أن «التبت تريد الحكم الذاتي ، وليس الاستقلال». ومع ذلك ، فإن الصينيين لا يثقون به، معتقدين أنه لم يتخل عن السعي لتحقيق الاستقلال التبتي.
بدأت المحادثات بين ممثلي الدالاي لاما والحكومة الصينية مرة أخرى في مايو 2008 دون نتيجة تذكر.